# Clásico sudamericano

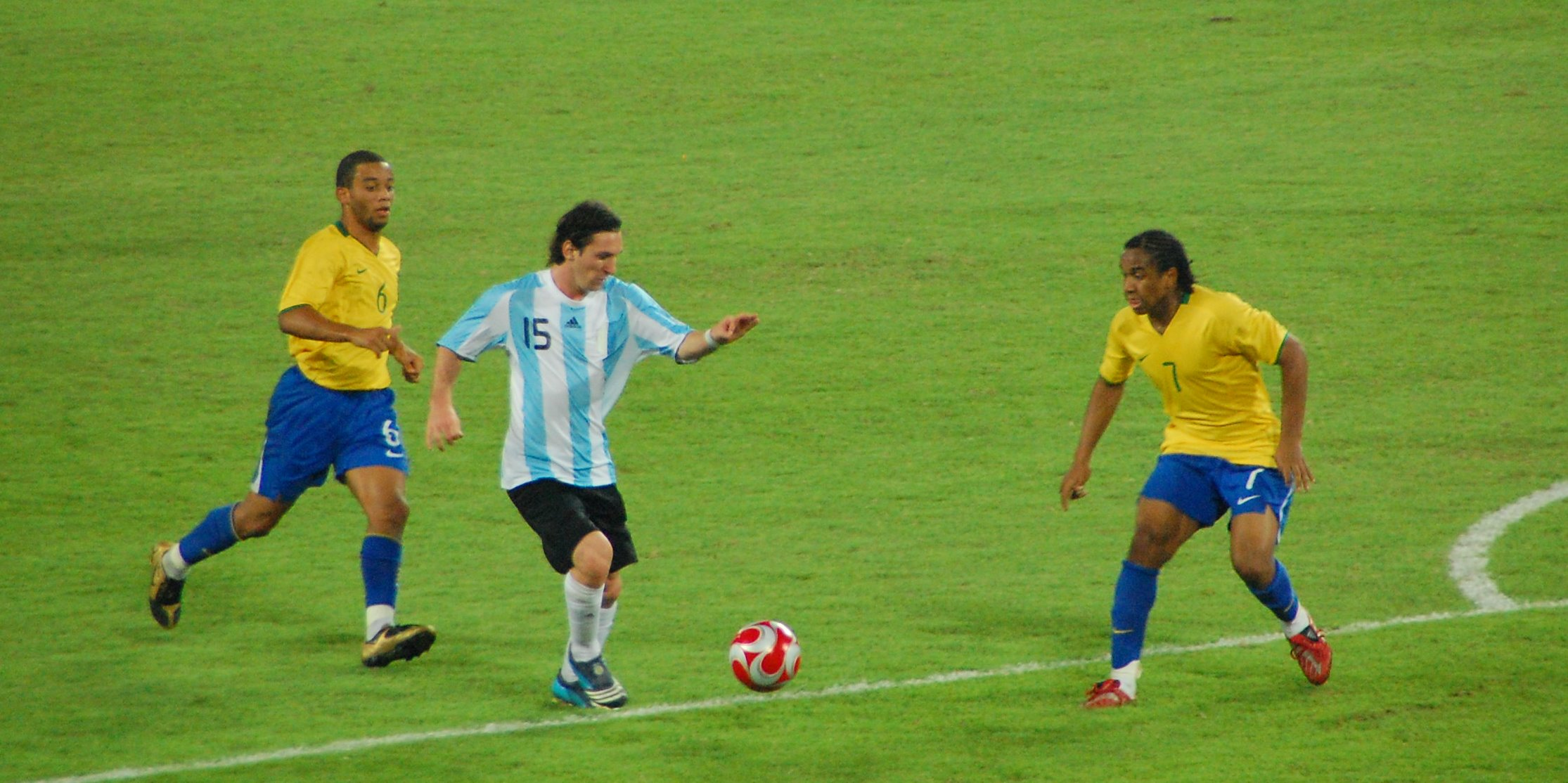
Semifinales del Torneo Olímpico de Fútbol de 2008, donde Argentina venció 3 a 0 y clasificó para la final.

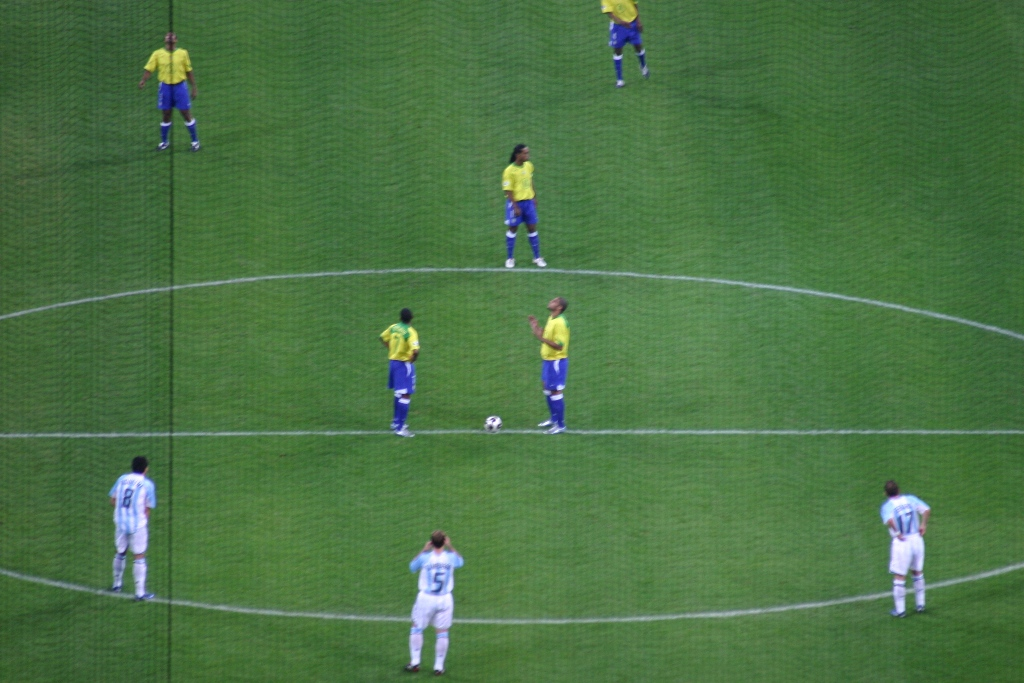
Final de la Copa FIFA Confederaciones 2005, donde Brasil venció 4-1 a Argentina y se quedó con el título.

El Clásico sudamericano, llamado también el Superclásico de las Américas o Clásico de América (También su derivarte Clásico americano), es la rivalidad futbolística entre las selecciones de Argentina y Brasil. Si bien también se presenta a nivel de los clubes, es cuando se enfrentan los combinados nacionales donde se hace más notorio. Dicha rivalidad se remonta prácticamente a los comienzos de este deporte en América del Sur. 
Tanto la selección de Brasil en Argentina, como la selección de Argentina en Brasil, son consideradas como el rival más importante, aunque ambas selecciones comparten también otros duelos muy relevantes, como la Argentina contra Inglaterra, Uruguay o Alemania; y Brasil ante Italia, Uruguay, Francia y la misma Alemania.
Este derbi, calificado por el medio Británico The Guardian como «el papá, el más grande, una de las rivalidades más antiguas del mundo entre dos de los equipos más grandes y exitosos», y por la FIFA como la «esencia de la rivalidad futbolística», es el principal clásico entre selecciones del fútbol mundial, no solo por la histórica rivalidad futbolística, sino también porque son las dos selecciones con más títulos oficiales en el mundo (tanto en torneos de selecciones absolutas como globales) y que junto con Uruguay, son los únicos países que han ganado una Copa Mundial dentro del ámbito de la Conmebol.
A esto se suma, que de sus tierras han salido jugadores como el brasileño Pelé y los argentinos Diego Maradona y Lionel Messi considerados con un consenso casi unánime como los tres mejores futbolistas de la historia; entre otros jugadores notables como Garrincha, Moreno, Rivelino, Di Stéfano, Didí, Sívori, Zico, Ardiles, Sócrates, Kempes, Romário, Valdano, Bebeto, Passarella, Ronaldo, Batistuta, Rivaldo, Riquelme, Adriano, Verón, Cafú, Redondo, Roberto Carlos, Caniggia, Kaká, Javier Zanetti, Ronaldinho, Agüero, Neymar y Di María.
El número de victorias en partidos entre selecciones mayores, desde el primero jugado en 1914, siempre se mantuvo relativamente equilibrado, con altibajos a favor de alguno de ellos en diferentes períodos pero siempre mostrando una clara paridad. El historial de enfrentamientos según la FIFA, de un total de 111 encuentros, muestra 43 triunfos para Argentina, 42 para Brasil, y 26 empates, registrando 166 goles a favor de Brasil y 168 por Argentina. La AFA, por su parte, reconoce haber disputado 106 cotejos con 41 victorias para Argentina, 39 para Brasil y 26 igualdades, con 160 goles para la albiceleste y 155 para la canarinha, siguiendo el criterio histórico de FIFA.   Por su parte, algunos medios brasileños contabilizan 111 encuentros, pero con 43 triunfos y 166 goles para Brasil, y 42 victorias y 167 tantos para Argentina (contabilizan el partido del 22 de octubre de 1922 y no el del 5 de diciembre de 1956). Como resultado, la paridad en el historial de victorias para ambos combinados hacen que sea considerado el clásico más parejo del mundo.
Esta disputa futbolística reemplazó en importancia al primer gran clásico sudamericano Argentina-Uruguay que en los primeros años definió una Copa del Mundo y otra final de JJ.OO. Sin embargo, con los años los combinados argentinos y brasileros fueron chocando en algunos duelos de la Copa América y su rivalidad fue tomando fuerza; siendo la génesis del gran clásico el desempate del torneo continental de 1937 a favor del conjunto albiceleste.

## Primer partido
| 20 de septiembre de 1914 | Argentina                       | 3:0 (1:0) | Brasil | Estadio GEBA, Buenos Aires |                            |
|                          | Izaguirre 41' 65' · Molfino 57' |           |        | Árbitro(s): M. Léon Peyrou | Árbitro(s): M. Léon Peyrou |

## Último partido
| 25 de marzo de 2025 | Argentina                                                         | 4:1 (3:1) | Brasil    | Monumental, Buenos Aires                                 |                                                          |
|                     | J. Álvarez 4' · E. Fernández 12' · Mac Allister 37' · Simeone 71' |           | Cunha 26' | Asistencia: 85.000 espectadores Árbitro(s): Andrés Rojas | Asistencia: 85.000 espectadores Árbitro(s): Andrés Rojas |

## Resumen del historial

### Historial de encuentros de selecciones mayores
| Competición                       | P.J. | Ganó | P.E. | Ganó | Goles | Goles |
| --------------------------------- | ---- | ---- | ---- | ---- | ----- | ----- |
| Copa Mundial de Fútbol            | 4    | 1    | 1    | 2    | 3     | 5     |
| Copa FIFA Confederaciones         | 1    | 0    | 0    | 1    | 1     | 4     |
| Copa América                      | 34   | 16   | 8    | 10   | 53    | 40    |
| Eliminatorias                     | 11   | 4    | 3    | 4    | 14    | 16    |
| Campeonato Panamericano de Fútbol | 3    | 1    | 1    | 1    | 4     | 4     |
| Subtotal partidos oficiales       | 53   | 22   | 13   | 18   | 75    | 69    |
| Amistosos                         | 58   | 21   | 13   | 24   | 93    | 97    |
| Total                             | 111  | 43   | 26   | 42   | 168   | 166   |

## Enfrentamientos entre selecciones mayores

### Lista de partidos[13][1]
| #   | Fecha                    | País                | Ciudad                       | Estadio                                         | Competición                                           | Local   | Bandera de Argentina | Resultado   | Bandera de Brasil | Goles (A)                                                          | Goles (B)                                                                               | Instancia                        |
| --- | ------------------------ | ------------------- | ---------------------------- | ----------------------------------------------- | ----------------------------------------------------- | ------- | -------------------- | ----------- | ----------------- | ------------------------------------------------------------------ | --------------------------------------------------------------------------------------- | -------------------------------- |
| 1   | 20 de septiembre de 1914 | Argentina           | Buenos Aires                 | GEBA                                            | Amistoso                                              | ARG     | Argentina            | 3–0         | Brasil            | Izaguirre (41, 65), Molfino (57)                                   |                                                                                         | Partido Único                    |
| 2   | 27 de septiembre de 1914 | Argentina           | Buenos Aires                 | GEBA                                            | Copa Roca                                             | ARG     | Argentina            | 0–1         | Brasil            |                                                                    | Rubens Salles (13)                                                                      | Partido Único                    |
| 3   | 10 de julio de 1916      | Argentina           | Buenos Aires                 | GEBA                                            | Campeonato Sudamericano 1916                          | ARG     | Argentina            | 1–1         | Brasil            | Laguna (10)                                                        | Alencar (23)                                                                            | Liguilla (Partido 4)             |
| 4   | 3 de octubre de 1917     | Uruguay             | Montevideo                   | Parque Pereira                                  | Campeonato Sudamericano 1917                          | NEUTRAL | Argentina            | 4–2         | Brasil            | Calomino (15), Ohaco (56, 58), A. Blanco (80)                      | Neco (8), Lagreca (p. 39)                                                               | Liguilla (Partido 2)             |
| 5   | 18 de mayo de 1919       | Brasil              | Río de Janeiro               | Estadio das Laranjeiras                         | Campeonato Sudamericano 1919                          | BRA     | Argentina            | 1–3         | Brasil            | Izaguirre (65)                                                     | H. Domingues (22), Amílcar (57), Millón (77)                                            | Liguilla (Partido 4)             |
| 6   | 1 de junio de 1919       | Brasil              | Río de Janeiro               | Estadio das Laranjeiras                         | Copa "Roberto Cherry" Amistoso                        | BRA     | Argentina            | 3–3         | Brasil            | Arlindo (5, 33), Haroldo (45)                                      | Clarke (8), Mattozzi (41), Laiolo (84)                                                  | Partido Único                    |
| 7   | 25 de septiembre de 1920 | Chile               | Valparaíso                   | Valparaíso Sporting Club                        | Campeonato Sudamericano 1920                          | NEUTRAL | Argentina            | 2–0         | Brasil            | Echeverría (40), Libonatti (73)                                    |                                                                                         | Liguilla (Partido 5)             |
| 8   | 6 de octubre de 1920     | Argentina           | Buenos Aires                 | Estadio del Club Sportivo Barracas              | Amistoso                                              | ARG     | Argentina            | 3–1         | Brasil            | Echeverría (9, 15), Lucarelli (47)                                 | Cypriano Nunes da Silveira “Castelhano” (1)                                             | Partido Único                    |
| 9   | 2 de octubre de 1921     | Argentina           | Buenos Aires                 | Estadio del Club Sportivo Barracas              | Campeonato Sudamericano 1921                          | ARG     | Argentina            | 1–0         | Brasil            | Libonatti (27)                                                     |                                                                                         | Liguilla (Partido 1)             |
| 10  | 15 de octubre de 1922    | Brasil              | Río de Janeiro               | Estadio das Laranjeiras                         | Campeonato Sudamericano 1922                          | BRA     | Argentina            | 0–2         | Brasil            |                                                                    | Neco (42), Barbuy (p. 86)                                                               | Liguilla                         |
| 11  | 18 de noviembre de 1923  | Uruguay             | Montevideo                   | Gran Parque Central                             | Campeonato Sudamericano 1923                          | NEUTRAL | Argentina            | 2–1         | Brasil            | Onzari (11), Saruppo (76)                                          | Nilo (15)                                                                               | Liguilla (Partido 4)             |
| 12  | 2 de diciembre de 1923   | Argentina           | Buenos Aires                 | Estadio del Club Sportivo Barracas              | Copa "Confraternidad" Amistoso                        | ARG     | Argentina            | 0–2         | Brasil            |                                                                    | Nilo (32), Zezé (75)                                                                    | Partido Único                    |
| 13  | 9 de diciembre de 1923   | Argentina           | Buenos Aires                 | Estadio del Club Sportivo Barracas              | Copa Roca                                             | ARG     | Argentina            | 2–0         | Brasil            | Dino (e. c. 70), Onzari (83)                                       |                                                                                         | Partido Único                    |
| 14  | 13 de diciembre de 1925  | Argentina           | Buenos Aires                 | Estadio del Club Sportivo Barracas              | Campeonato Sudamericano 1925                          | ARG     | Argentina            | 4–1         | Brasil            | Seoane (41, 48, 74), Garassini (72)                                | Nilo (22)                                                                               | Liguilla (Partido 3)             |
| 15  | 25 de diciembre de 1925  | Argentina           | Buenos Aires                 | Ministro Brin y Senguel                         | Campeonato Sudamericano 1925                          | ARG     | Argentina            | 2–2         | Brasil            | Cerroti (41), Seoane (55)                                          | Friedenreich (27), Nilo (30)                                                            | Liguilla (Partido 6)             |
| 16  | 30 de enero de 1937      | Argentina           | Buenos Aires                 | El Gasómetro                                    | Campeonato Sudamericano 1937                          | ARG     | Argentina            | 1–0         | Brasil            | García (48)                                                        |                                                                                         | Liguilla (Partido 15)            |
| 17  | 1 de febrero de 1937     | Argentina           | Buenos Aires                 | El Gasómetro                                    | Campeonato Sudamericano 1937                          | ARG     | Argentina            | 2–0 (t.s.)  | Brasil            | De la Mata (109, 112)                                              |                                                                                         | Desempate                        |
| 18  | 15 de enero de 1939      | Brasil              | Río de Janeiro               | São Januário                                    | Copa Roca                                             | BRA     | Argentina            | 5–1         | Brasil            | García (9), Masantonio (20, 56), Moreno (34, 60)                   | Léônidas (61)                                                                           | Partido 1                        |
| 19  | 22 de enero de 1939      | Brasil              | Río de Janeiro               | São Januário                                    | Copa Roca                                             | BRA     | Argentina            | 2–3         | Brasil            | Rodolfi (16), García (23)                                          | Léônidas (15), Adílson (78), Perácio (p. 85)                                            | Partido 2                        |
| 20  | 18 de febrero de 1940    | Brasil              | San Pablo                    | Parque Antártica                                | Copa Roca                                             | BRA     | Argentina            | 2–2 (t.s.)  | Brasil            | Cassan (74), Baldonedo (116)                                       | Léônidas (p. 45, 92)                                                                    | Partido 3                        |
| 21  | 25 de febrero de 1940    | Brasil              | San Pablo                    | Parque Antártica                                | Copa Roca                                             | BRA     | Argentina            | 3–0         | Brasil            | Baldonedo (35), Fidel (87), Sastre (89)                            |                                                                                         | Partido 4                        |
| 22  | 5 de marzo de 1940       | Argentina           | Buenos Aires                 | El Gasómetro                                    | Copa Roca                                             | ARG     | Argentina            | 6–1         | Brasil            | Masantonio (3, 86), Peucelle (32, 57, 79), Baldonedo (80)          | Jaïr (70)                                                                               | Partido 1                        |
| 23  | 10 de marzo de 1940      | Argentina           | Buenos Aires                 | El Gasómetro                                    | Copa Roca                                             | ARG     | Argentina            | 2–3         | Brasil            | Baldonedo (28, 53)                                                 | Hércules (1, 69), Léônidas (77)                                                         | Partido 2                        |
| 24  | 17 de marzo de 1940      | Argentina           | Avellaneda                   | La Doble Visera                                 | Copa Roca                                             | ARG     | Argentina            | 5–1         | Brasil            | Baldonedo (3), Masantonio (9, 41), Peucelle (22), Cassan (86)      | Léônidas (38)                                                                           | Partido 3                        |
| 25  | 17 de enero de 1942      | Uruguay             | Montevideo                   | Centenario                                      | Campeonato Sudamericano 1942                          | NEUTRAL | Argentina            | 2–1         | Brasil            | García (3), Masantonio (27)                                        | Servílio (37)                                                                           | Liguilla (Partido 4)             |
| 26  | 15 de febrero de 1945    | Chile               | Santiago de Chile            | Estadio Nacional                                | Campeonato Sudamericano 1945                          | NEUTRAL | Argentina            | 3–1         | Brasil            | Méndez (14, 20, 40)                                                | Ademir (32)                                                                             | Liguilla (Partido 15)            |
| 27  | 16 de diciembre de 1945  | Brasil              | San Pablo                    | Pacaembú                                        | Copa Roca                                             | BRA     | Argentina            | 4–3         | Brasil            | Pedernera (14), Boyé (39), Sued (62), Labruna (64)                 | Salomón (e. c. 9), Zizinho (43), A. Menezes (55)                                        | Partido 1                        |
| 28  | 20 de diciembre de 1945  | Brasil              | Río de Janeiro               | São Januário                                    | Copa Roca                                             | BRA     | Argentina            | 2–6         | Brasil            | Pedernera (p. 30), Martino (46)                                    | A. Menezes (33, 84), Léônidas (p. 39), Zizinho (64), Chico (75), Heleno de Freitas (82) | Partido 2                        |
| 29  | 23 de diciembre de 1945  | Brasil              | Río de Janeiro               | São Januário                                    | Copa Roca                                             | BRA     | Argentina            | 1–3         | Brasil            | Martino (45)                                                       | Heleno de Freitas (14), Eduardo Lima (40), Fonda (e. c. 43)                             | Partido 3                        |
| 30  | 10 de febrero de 1946    | Argentina           | Buenos Aires                 | Monumental                                      | Campeonato Sudamericano 1946                          | ARG     | Argentina            | 2–0         | Brasil            | Méndez (38, 55)                                                    |                                                                                         | Liguilla (Partido 15)            |
| 31  | 6 de febrero de 1956     | Uruguay             | Montevideo                   | Centenario                                      | Campeonato Sudamericano 1956                          | NEUTRAL | Argentina            | 0–1         | Brasil            |                                                                    | Luizinho (87)                                                                           | Liguilla (Partido 10)            |
| 32  | 18 de marzo de 1956      | México              | México D.F.                  | Estadio Municipal                               | Campeonato Panamericano de Fútbol 1956                | NEUTRAL | Argentina            | 2–2         | Brasil            | Yúdica (36), Sívori (85)                                           | Chinesinho (25), Enio Andrade (58)                                                      | Liguilla (Partido 15)            |
| 33  | 8 de julio de 1956       | Argentina           | Avellaneda                   | El Cilindro                                     | Copa del Atlántico 1956                               | ARG     | Argentina            | 0–0         | Brasil            |                                                                    |                                                                                         | Liguilla (Partido 3)             |
| 34  | 5 de diciembre de 1956   | Brasil              | Río de Janeiro               | Maracaná                                        | Copa "Raúl H. Colombo" Amistoso                       | BRA     | Argentina            | 2–1 (r)     | Brasil            | Sanfilippo (69), A. Garabal (70)                                   | Indio (15)                                                                              | Partido Único                    |
| 35  | 3 de abril de 1957       | Perú                | Lima                         | Nacional José Díaz                              | Campeonato Sudamericano 1957                          | NEUTRAL | Argentina            | 3–0         | Brasil            | Angelillo (23), Maschio (87), Cruz (90)                            |                                                                                         | Liguilla (Partido 20)            |
| 36  | 7 de julio de 1957       | Brasil              | Río de Janeiro               | Maracaná                                        | Copa Roca                                             | BRA     | Argentina            | 2–1         | Brasil            | Labruna (29), Juárez (78)                                          | Pelé (76)                                                                               | Partido 1                        |
| 37  | 10 de julio de 1957      | Brasil              | San Pablo                    | Pacaembú                                        | Copa Roca                                             | BRA     | Argentina            | 0–2 (t.s.)  | Brasil            |                                                                    | Pelé (20), Mazzola (57)                                                                 | Partido 2                        |
| 38  | 4 de abril de 1959       | Argentina           | Buenos Aires                 | Monumental                                      | Campeonato Sudamericano 1959 (Argentina)              | ARG     | Argentina            | 1–1         | Brasil            | Pizzuti (40)                                                       | Pelé (58)                                                                               | Liguilla (Partido 21)            |
| 39  | 22 de diciembre de 1959  | Ecuador             | Guayaquil                    | Estadio Modelo Alberto Spencer                  | Campeonato Sudamericano 1959 (Ecuador)                | NEUTRAL | Argentina            | 4–1         | Brasil            | O. H. García (2), Sanfilippo (27, 89, 90)                          | Geraldo (64)                                                                            | Liguilla (Partido 8)             |
| 40  | 13 de marzo de 1960      | Costa Rica          | San José                     | Estadio Nacional "La Tacita de Plata"           | Campeonato Panamericano de Fútbol 1960                | NEUTRAL | Argentina            | 2–1         | Brasil            | Belén (15), Nardiello (55)                                         | Texeira Juárez (70)                                                                     | Liguilla (Partido 6)             |
| 41  | 20 de marzo de 1960      | Costa Rica          | San José                     | Estadio Nacional "La Tacita de Plata"           | Campeonato Panamericano de Fútbol 1960                | NEUTRAL | Argentina            | 0–1         | Brasil            |                                                                    | Milton Kuelle (20)                                                                      | Liguilla (Partido 12)            |
| 42  | 26 de mayo de 1960       | Argentina           | Buenos Aires                 | Monumental                                      | Copa Roca                                             | ARG     | Argentina            | 4–2         | Brasil            | Nardiello (11, 26), D’Ascenzo (60), Belén (89)                     | Djalma Santos (p. 59), Delém (73)                                                       | Partido 1                        |
| 43  | 29 de mayo de 1960       | Argentina           | Buenos Aires                 | Monumental                                      | Copa Roca                                             | ARG     | Argentina            | 1–4 (t.s.)  | Brasil            | Rubén Sosa (91)                                                    | Delém (12, 15), Julinho (104), Servílio (111)                                           | Partido 2                        |
| 44  | 12 de julio de 1960      | Brasil              | Río de Janeiro               | Maracaná                                        | Copa del Atlántico 1960                               | BRA     | Argentina            | 1–5         | Brasil            | Rubén Sosa (5)                                                     | Chinesinho (12), Pelé (28), Pepe (60, 87), Delém (72)                                   | Liguilla (Partido 4)             |
| 45  | 24 de marzo de 1963      | Bolivia             | La Paz                       | Hernando Siles                                  | Campeonato Sudamericano 1963                          | NEUTRAL | Argentina            | 3–0         | Brasil            | Rodríguez (3), Savoy (33), Juárez (86)                             |                                                                                         | Liguilla (Partido 14)            |
| 46  | 13 de abril de 1963      | Brasil              | San Pablo                    | Morumbí                                         | Copa Roca                                             | BRA     | Argentina            | 3–2         | Brasil            | Lallana (29, 47), Juárez (63)                                      | Pepe (53, 70)                                                                           | Partido 1                        |
| 47  | 16 de abril de 1963      | Brasil              | Río de Janeiro               | Maracaná                                        | Copa Roca                                             | BRA     | Argentina            | 2–5 (t.s.)  | Brasil            | E. Fernández (29), Savoy (95)                                      | Pelé (p. 20, p. 50, 60), Amarildo (21, 105)                                             | Partido 2                        |
| 48  | 3 de junio de 1964       | Brasil              | San Pablo                    | Pacaembú                                        | Copa de las Naciones                                  | BRA     | Argentina            | 3–0         | Brasil            | Onega (38), Telch (61, 89)                                         |                                                                                         | Liguilla (Partido 3)             |
| 49  | 9 de junio de 1965       | Brasil              | Río de Janeiro               | Maracaná                                        | Amistoso                                              | BRA     | Argentina            | 0–0         | Brasil            |                                                                    |                                                                                         | Partido Único                    |
| 50  | 7 de agosto de 1968      | Brasil              | Río de Janeiro               | Maracaná                                        | Amistoso                                              | BRA     | Argentina            | 1–4         | Brasil            | Basile (89)                                                        | Waltencir (13), Miranda (27), Jairzinho (66), Paulo Cézar Caju (67)                     | Partido Único                    |
| 51  | 11 de agosto de 1968     | Brasil              | Belo Horizonte               | Mineirão                                        | Amistoso                                              | BRA     | Argentina            | 2–3         | Brasil            | Rendo (32), Silva (77)                                             | Evaldo (8), Rodrigues (21), Dirceu Lopes (60)                                           | Partido Único                    |
| 52  | 4 de marzo de 1970       | Brasil              | Porto Alegre                 | Beira Río                                       | Amistoso                                              | BRA     | Argentina            | 2–0         | Brasil            | Más (67), Conigliaro (72)                                          |                                                                                         | Partido Único                    |
| 53  | 8 de marzo de 1970       | Brasil              | Río de Janeiro               | Maracaná                                        | Amistoso                                              | BRA     | Argentina            | 1–2         | Brasil            | Brindisi (25)                                                      | Jairzinho (46), Pelé (84)                                                               | Partido Único                    |
| 54  | 28 de julio de 1971      | Argentina           | Buenos Aires                 | Monumental                                      | Copa Roca                                             | ARG     | Argentina            | 1–1         | Brasil            | Madurga (89)                                                       | Paulo Cézar Caju (79)                                                                   | Partido 1                        |
| 55  | 31 de julio de 1971      | Argentina           | Buenos Aires                 | Monumental                                      | Copa Roca                                             | ARG     | Argentina            | 2–2 (t.s.)  | Brasil            | Fischer (12, 91)                                                   | Tostão (82), Paulo Cézar Caju (110)                                                     | Partido 2                        |
| 56  | 30 de junio de 1974      | Alemania Occidental | Hannover                     | Niedersachsenstadion                            | Copa Mundial de Fútbol de 1974                        | NEUTRAL | Argentina            | 1–2         | Brasil            | Brindisi (35)                                                      | Rivelino (32), Jairzinho (49)                                                           | Segunda fase (Partido 4)         |
| 57  | 6 de agosto de 1975      | Brasil              | Belo Horizonte               | Mineirão                                        | Copa América 1975                                     | BRA     | Argentina            | 1–2         | Brasil            | J. Asad (11)                                                       | Nelinho (31, 55)                                                                        | Primera fase (Partido 3)         |
| 58  | 16 de agosto de 1975     | Argentina           | Rosario                      | Gigante de Arroyito                             | Copa América 1975                                     | ARG     | Argentina            | 0–1         | Brasil            |                                                                    | Daníval (45)                                                                            | Primera fase (Partido 6)         |
| 59  | 27 de febrero de 1976    | Argentina           | Buenos Aires                 | Monumental                                      | Copa Roca / Copa del Atlántico 1976                   | ARG     | Argentina            | 1–2         | Brasil            | Kempes (74)                                                        | Lula (5), Zico (66)                                                                     | Partido 1 / Liguilla (Partido 3) |
| 60  | 19 de mayo de 1976       | Brasil              | Río de Janeiro               | Maracaná                                        | Copa Roca / Copa del Atlántico 1976                   | BRA     | Argentina            | 0–2         | Brasil            |                                                                    | Lula (64), Neca (88)                                                                    | Partido 2 Liguilla (Partido 9)   |
| 61  | 18 de junio de 1978      | Argentina           | Rosario                      | Gigante de Arroyito                             | Copa Mundial de Fútbol de 1978                        | ARG     | Argentina            | 0–0         | Brasil            |                                                                    |                                                                                         | Segunda fase (Partido 4)         |
| 62  | 2 de agosto de 1979      | Brasil              | Río de Janeiro               | Maracaná                                        | Copa América 1979                                     | BRA     | Argentina            | 1–2         | Brasil            | Coscia (29)                                                        | Zico (2), Tita (54)                                                                     | Primera fase (Partido 3)         |
| 63  | 23 de agosto de 1979     | Argentina           | Buenos Aires                 | Monumental                                      | Copa América 1979                                     | ARG     | Argentina            | 2–2         | Brasil            | Passarella (38), R. Díaz (71)                                      | Sócrates (17, p. 65)                                                                    | Primera fase (Partido 6)         |
| 64  | 4 de enero de 1981       | Uruguay             | Montevideo                   | Centenario                                      | Copa de Oro de Campeones Mundiales (Mundialito)       | NEUTRAL | Argentina            | 1–1         | Brasil            | Maradona (30)                                                      | Edevaldo (47)                                                                           | Primera fase (Partido 2)         |
| 65  | 2 de julio de 1982       | España              | Barcelona                    | Estadio de Sarriá                               | Copa Mundial de Fútbol de 1982                        | NEUTRAL | Argentina            | 1–3         | Brasil            | R. Díaz (89)                                                       | Zico (11), Serginho (66), Junior (75)                                                   | Segunda fase (Partido 2)         |
| 66  | 24 de agosto de 1983     | Argentina           | Buenos Aires                 | Monumental                                      | Copa América 1983                                     | ARG     | Argentina            | 1–0         | Brasil            | Gareca (55)                                                        |                                                                                         | Primera fase (Partido 3)         |
| 67  | 14 de septiembre de 1983 | Brasil              | Río de Janeiro               | Maracaná                                        | Copa América 1983                                     | BRA     | Argentina            | 0–0         | Brasil            |                                                                    |                                                                                         | Primera fase (Partido 6)         |
| 68  | 17 de junio de 1984      | Brasil              | San Pablo                    | Morumbí                                         | Amistoso                                              | BRA     | Argentina            | 0–0         | Brasil            |                                                                    |                                                                                         | Partido Único                    |
| 69  | 5 de mayo de 1985        | Brasil              | Salvador de Bahía            | Arena Fonte Nova                                | Amistoso                                              | BRA     | Argentina            | 1–2         | Brasil            | Burruchaga (31)                                                    | Careca (7), Alemão (64)                                                                 | Partido Único                    |
| 70  | 10 de julio de 1988      | Australia           | Melbourne                    | Olympic Park Stadium                            | Torneo Bicentenario de Australia                      | NEUTRAL | Argentina            | 0–0         | Brasil            |                                                                    |                                                                                         | Liguilla (Partido 4)             |
| 71  | 12 de julio de 1989      | Brasil              | Río de Janeiro               | Maracaná                                        | Copa América 1989                                     | BRA     | Argentina            | 0–2         | Brasil            |                                                                    | Bebeto (48), Romario (55)                                                               | Fase final (Partido 2)           |
| 72  | 24 de junio de 1990      | Italia              | Turín                        | Stadio delle Alpi                               | Copa Mundial de Fútbol de 1990                        | NEUTRAL | Argentina            | 1–0         | Brasil            | Caniggia (80)                                                      |                                                                                         | Octavos de final                 |
| 73  | 27 de marzo de 1991      | Argentina           | Buenos Aires                 | José Amalfitani                                 | Amistoso                                              | ARG     | Argentina            | 3–3         | Brasil            | Ferreyra (33), Franco (42), Bisconti (45)                          | Renato Gaúcho (6), Luiz Henrique (35), Careca Bianchese (Careca III) (85)               | Partido Único                    |
| 74  | 27 de junio de 1991      | Brasil              | Curitiba                     | Estadio Pinheirão                               | Amistoso                                              | BRA     | Argentina            | 1–1         | Brasil            | Caniggia (50)                                                      | José Ferreira Neto (p. 57)                                                              | Partido Único                    |
| 75  | 17 de julio de 1991      | Chile               | Santiago de Chile            | Estadio Nacional                                | Copa América 1991                                     | NEUTRAL | Argentina            | 3–2         | Brasil            | Franco (1, 39), Batistuta (46)                                     | Branco (5), João Paulo (52)                                                             | Fase final (Partido 1)           |
| 76  | 18 de febrero de 1993    | Argentina           | Buenos Aires                 | Monumental                                      | Copa "Centenario de la A.F.A." Amistoso               | ARG     | Argentina            | 1–1         | Brasil            | Mancuso (16)                                                       | Luiz Henrique (60)                                                                      | Partido Único                    |
| 77  | 27 de junio de 1993      | Ecuador             | Guayaquil                    | Monumental Isidro Romero Carbo                  | Copa América 1993                                     | NEUTRAL | Argentina            | 1–1 (6–5)   | Brasil            | Leo Rodríguez (69)                                                 | Müller (37)                                                                             | Cuartos de final                 |
| 78  | 23 de marzo de 1994      | Brasil              | Recife                       | Estadio de Arruda                               | Amistoso                                              | BRA     | Argentina            | 0–2         | Brasil            |                                                                    | Bebeto (6, 76)                                                                          | Partido Único                    |
| 79  | 17 de julio de 1995      | Uruguay             | Rivera                       | Atilio Paiva Olivera                            | Copa América 1995                                     | NEUTRAL | Argentina            | 2–2 (2–4)   | Brasil            | Balbo (2), Batistuta (29)                                          | Edmundo (9), Túlio (81)                                                                 | Cuartos de final                 |
| 80  | 8 de noviembre de 1995   | Argentina           | Buenos Aires                 | Monumental                                      | Copa "50º Aniversario del Diario Clarín" Amistoso     | ARG     | Argentina            | 0–1         | Brasil            |                                                                    | Donizete (21)                                                                           | Partido Único                    |
| 81  | 29 de abril de 1998      | Brasil              | Río de Janeiro               | Maracaná                                        | Amistoso                                              | BRA     | Argentina            | 1–0         | Brasil            | Claudio López (88)                                                 |                                                                                         | Partido Único                    |
| 82  | 11 de julio de 1999      | Paraguay            | Ciudad del Este              | Estadio Teniente Coronel Antonio Oddone Sarubbi | Copa América 1999                                     | NEUTRAL | Argentina            | 1–2         | Brasil            | Sorín (11)                                                         | Rivaldo (32), Ronaldo (48)                                                              | Cuartos de final                 |
| 83  | 4 de septiembre de 1999  | Argentina           | Buenos Aires                 | Monumental                                      | Copa "35º Aniversario del Diario Zero Hora" Amistoso  | ARG     | Argentina            | 2–0         | Brasil            | Verón (29), Crespo (57)                                            |                                                                                         | Partido 1                        |
| 84  | 7 de septiembre de 1999  | Brasil              | Porto Alegre                 | Beira-Río                                       | Copa "35º Aniversario del Diario Zero Hora" Amistoso  | BRA     | Argentina            | 2–4         | Brasil            | Ayala (45), Ortega (88)                                            | Rivaldo (40, 42, 70), Ronaldo (82)                                                      | Partido 2                        |
| 85  | 26 de julio de 2000      | Brasil              | San Pablo                    | Morumbí                                         | Eliminatorias Sudamericanas Corea/Japón 2002          | BRA     | Argentina            | 1–3         | Brasil            | Almeyda (45)                                                       | Aléx (4), Vampeta (44, 50)                                                              | Liga (Fecha 6)                   |
| 86  | 5 de septiembre de 2001  | Argentina           | Buenos Aires                 | Monumental                                      | Eliminatorias Sudamericanas Corea/Japón 2002          | ARG     | Argentina            | 2–1         | Brasil            | Gallardo (76), Cris (e. c. 84)                                     | Ayala (e. c. 2)                                                                         | Liga (Fecha 15)                  |
| 87  | 2 de junio de 2004       | Brasil              | Belo Horizonte               | Mineirão                                        | Eliminatorias Sudamericanas Alemania 2006             | BRA     | Argentina            | 1–3         | Brasil            | Sorín (79)                                                         | Ronaldo (p. 16, p. 67, p. 90+6)                                                         | Liga (Fecha 6)                   |
| 88  | 25 de julio de 2004      | Perú                | Lima                         | Nacional José Díaz                              | Copa América 2004                                     | NEUTRAL | Argentina            | 2–2 (2–4)   | Brasil            | C. González (p. 21), C. Delgado (87)                               | Luisão (45), Adriano (90+4)                                                             | Final                            |
| 89  | 8 de junio de 2005       | Argentina           | Buenos Aires                 | Monumental                                      | Eliminatorias Sudamericanas Alemania 2006             | ARG     | Argentina            | 3–1         | Brasil            | Crespo (4, 40), Riquelme (18)                                      | Roberto Carlos (72)                                                                     | Liga (Fecha 15)                  |
| 90  | 29 de junio de 2005      | Alemania            | Fráncfort del Meno           | Waldstadion                                     | Copa Confederaciones 2005                             | NEUTRAL | Argentina            | 1–4         | Brasil            | Aimar (65)                                                         | Adriano (11, 63), Kaká (16), Ronaldinho (47)                                            | Final                            |
| 91  | 3 de septiembre de 2006  | Reino Unido         | Londres                      | Emirates Stadium                                | Amistoso                                              | NEUTRAL | Argentina            | 0–3         | Brasil            |                                                                    | Elano (2, 66), Kaká (88)                                                                | Partido Único                    |
| 92  | 15 de julio de 2007      | Venezuela           | Maracaibo                    | José Encarnación "Pachencho" Romero             | Copa América 2007                                     | NEUTRAL | Argentina            | 0–3         | Brasil            |                                                                    | Júlio Baptista (4), Ayala (e. c. 40), Daniel Alves (69)                                 | Final                            |
| 93  | 18 de junio de 2008      | Brasil              | Belo Horizonte               | Mineirão                                        | Eliminatorias Sudamericanas Sudáfrica 2010            | BRA     | Argentina            | 0–0         | Brasil            |                                                                    |                                                                                         | Liga (Fecha 6)                   |
| 94  | 5 de septiembre de 2009  | Argentina           | Rosario                      | Gigante de Arroyito                             | Eliminatorias Sudamericanas Sudáfrica 2010            | ARG     | Argentina            | 1–3         | Brasil            | Dátolo (64)                                                        | Luisão (23), Luis Fabiano (29, 66)                                                      | Liga (Fecha 15)                  |
| 95  | 17 de noviembre de 2010  | Catar               | Doha                         | Estadio Internacional Khalifa                   | Amistoso                                              | NEUTRAL | Argentina            | 1–0         | Brasil            | Messi (90+1)                                                       |                                                                                         | Partido Único                    |
| 96  | 14 de septiembre de 2011 | Argentina           | Córdoba                      | Mario Alberto Kempes                            | Copa "Dr. Nicolás Leoz" Superclásico de las Américas  | ARG     | Argentina            | 0–0         | Brasil            |                                                                    |                                                                                         | Partido 1                        |
| 97  | 28 de septiembre de 2011 | Brasil              | Belém                        | Mangueirão                                      | Copa "Dr. Nicolás Leoz" Superclásico de las Américas  | BRA     | Argentina            | 0–2         | Brasil            |                                                                    | Lucas Moura (53), Neymar (75)                                                           | Partido 2                        |
| 98  | 9 de junio de 2012       | Estados Unidos      | East Rutherford (New Jersey) | MetLife Stadium                                 | Amistoso                                              | NEUTRAL | Argentina            | 4–3         | Brasil            | Messi (30, 33, 83), F. Fernández (74)                              | Rómulo (22), Oscar (55), Hulk (71)                                                      | Partido Único                    |
| 99  | 19 de septiembre de 2012 | Brasil              | Goiânia                      | Serra Dourada                                   | Copa "Dr. Nicolás Leoz" Superclásico de las Américas  | BRA     | Argentina            | 1–2         | Brasil            | Juan Manuel Martínez (19)                                          | Paulinho (25), Neymar (p. 90+2)                                                         | Partido 1                        |
| 100 | 21 de noviembre de 2012  | Argentina           | Buenos Aires                 | La Bombonera                                    | Copa "Dr. Nicolás Leoz" Superclásico de las Américas  | ARG     | Argentina            | 2–1 (3–4)   | Brasil            | Scocco (p. 81, 89)                                                 | Fred (83)                                                                               | Partido 2                        |
| 101 | 11 de octubre de 2014    | China               | Pekín                        | Nacional de Pekín                               | Copa "Dr. Nicolás Leoz" Superclásico de las Américas  | NEUTRAL | Argentina            | 0–2         | Brasil            |                                                                    | Tardelli (27, 63)                                                                       | Partido Único                    |
| 102 | 13 de noviembre de 2015  | Argentina           | Buenos Aires                 | Monumental                                      | Eliminatorias Sudamericanas Rusia 2018                | ARG     | Argentina            | 1–1         | Brasil            | Lavezzi (33)                                                       | Lucas Lima (57)                                                                         | Liga (Fecha 3)                   |
| 103 | 10 de noviembre de 2016  | Brasil              | Belo Horizonte               | Mineirão                                        | Eliminatorias Sudamericanas Rusia 2018                | BRA     | Argentina            | 0–3         | Brasil            |                                                                    | Philippe Coutinho (25), Neymar (45), Paulinho (58)                                      | Liga (Fecha 11)                  |
| 104 | 9 de junio de 2017       | Australia           | Melbourne                    | Melbourne Cricket Ground                        | Superclásico de las Américas de 2017                  | NEUTRAL | Argentina            | 1–0         | Brasil            | Mercado (45)                                                       |                                                                                         | Partido Único                    |
| 105 | 16 de octubre de 2018    | Arabia Saudita      | Yeda                         | King Abdullah Sports City                       | Superclásico de las Américas de 2018                  | NEUTRAL | Argentina            | 0–1         | Brasil            |                                                                    | Miranda (90+3)                                                                          | Partido Único                    |
| 106 | 2 de julio de 2019       | Brasil              | Belo Horizonte               | Mineirão                                        | Copa América 2019                                     | BRA     | Argentina            | 0–2         | Brasil            |                                                                    | G. Jesus (19), R. Firmino (71)                                                          | Semifinal                        |
| 107 | 15 de noviembre de 2019  | Arabia Saudita      | Riad                         | King Saud University Stadium                    | Superclásico de las Américas de 2019                  | NEUTRAL | Argentina            | 1–0         | Brasil            | Messi (13)                                                         |                                                                                         | Partido Único                    |
| 108 | 10 de julio de 2021      | Brasil              | Río de Janeiro               | Maracaná                                        | Copa América 2021                                     | BRA     | Argentina            | 1–0         | Brasil            | Di Maria (22)                                                      |                                                                                         | Final                            |
| —   | 5 de septiembre de 2021  | Brasil              | São Paulo                    | Neo Química Arena                               | Eliminatorias Sudamericanas Catar 2022                | BRA     | Argentina            | [ nota 17 ] | Brasil            |                                                                    |                                                                                         | Liga (Fecha 6)                   |
| 109 | 16 de noviembre de 2021  | Argentina           | San Juan                     | San Juan del Bicentenario                       | Eliminatorias Sudamericanas Catar 2022                | ARG     | Argentina            | 0–0         | Brasil            |                                                                    |                                                                                         | Liga (Fecha 14)                  |
| 110 | 21 de noviembre de 2023  | Brasil              | Río de Janeiro               | Maracaná                                        | Eliminatorias Sudamericanas EE. UU-Canadá-México 2026 | BRA     | Argentina            | 1–0         | Brasil            | Otamendi (63)                                                      |                                                                                         | Liga (Fecha 6)                   |
| 111 | 25 de marzo de 2025      | Argentina           | Buenos Aires                 | Monumental                                      | Eliminatorias Sudamericanas EE. UU-Canadá-México 2026 | ARG     | Argentina            | 4–1         | Brasil            | J. Álvarez (4), E. Fernández (12), Mac Allister (37), Simeone (71) | Matheus Cunha (26)                                                                      | Liga (Fecha 14)                  |

(t.s.) = Tiempo suplementario; (e.c.) = Gol en contra; (p.) = Gol de penal.
1. 1 2  Equipo argentino de la entidad disidente.
2. ↑  Amistoso a beneficio que se disputó con 7 jugadores de cada lado. La tarde anterior al encuentro, un diario local había insultado a los brasileños (llamándolos "macacos"). 5 jugadores se retiraron y por lo tanto Brasil sólo contaba con 6 hombres. Los organizadores decidieron que jugaran el presidente de la delegación y 4 jugadores argentinos en el equipo brasileño. Los aficionados se quejaron y los 4 debieron dejar la cancha; Argentina, como gesto de honor, decidió jugar con 4 menos, la AFA, no considera oficial este partido.[10][11]
Formación Argentina: Américo Tesoriere (Boca Juniors), Antonio Cortella (Boca Juniors), Florindo Bearzotti (Belgrano Rosario), Rodolfo Bruzzone (Del Plata), Pedro Fournol “Calomino” (Boca Juniors), Fausto Lucarelli (Banfield), Raúl Echeverria (Estudiantes de La Plata).
Formación Brasileña: “Ayrton” Bacchi de Araújo, “Constantino” Mollitsas, Oswaldo Gomes (Jefe de la delegación), Júlio Kunz Filho, “Joäo” da Cruz Júnior, Cypriano Nunes da Silveira “Castelhano”, Ismael Alvariza.
3. ↑  Argentina no presentó su selección absoluta debido a que ese mismo día, el equipo dirigido por Ángel Vázquez, disputaba un encuentro en el Estadio Centenario de Montevideo con Uruguay por el Campeonato Sudamericano, ni la FIFA ni la AFA lo consideran oficial a este partido.[10][11]
4. 1 2  Al empatar en puntos, tras ganar ambas selecciones un partido (Arg. 2-1 y Bra. 2-0), se disputaron 30 minutos de tiempo suplementario (prórroga) al finalizar el segundo partido. Igualaron 0 a 0 y la copa quedó en manos del campeón defensor, es decir, Brasil..
5. ↑  Fuentes indican que el equipo brasileño se trató de la Federación Metropolitana de Fútbol del Estado de Guanabara (hoy Estado de Río de Janeiro) y el argentino de un combinado de Buenos Aires con jugadores de clubes de Capital Federal, la AFA no considera oficial este partido,[10][11] algunas fuentes brasileñas tampoco consideran oficial este cotejo.[14]
6. ↑  Al empatar en puntos, tras ganar ambas selecciones un partido (Arg. 4-2 y Bra. 2-0), se disputaron 30 minutos de tiempo suplementario (prórroga) al finalizar el segundo partido. Brasil ganó 2 a 1 y la copa quedó en manos de Brasil.
7. ↑  Al empatar en puntos, tras ganar ambas selecciones un partido (Arg. 3-2 y Bra. 4-1), se disputaron 30 minutos de tiempo suplementario (prórroga) al finalizar el segundo partido. Igualaron 1 a 1 y la copa quedó en manos de Brasil.
8. ↑  Fuentes indican que el equipo brasileño se trató de un combinado del Estado de Guanabara (hoy Estado de Río de Janeiro),[15] la AFA no considera oficial este partido.[10][11]
9. ↑  Fuentes indican que el equipo brasileño se trató de un combinado del Estado de Minas Gerais,[15] la AFA no considera oficial este partido.[10][11]
10. ↑  Al empatar en puntos, tras los dos primeros partidos (mismo resultado 1-1 en ambos), se disputaron 30 minutos de tiempo suplementario (prórroga) al finalizar el segundo encuentro. Igualaron 1 a 1 y se compartió el título.
11. ↑  Jugado en ocasión del 100º aniversario de la Asociación del Fútbol Argentino. No se definió ganador del trofeo.
12. ↑  Tras empatar 1-1, se definió por penales (no hubo tiempo suplementario). Argentina ganó 6 a 5. Patearon por Argentina: Gorosito, Simeone, L. Rodríguez, A. Acosta, Medina Bello, Borrelli (todos convertidos). Patearon por Brasil: Zinho, Cafú, Müller, Roberto Carlos, Luisinho (convertidos), Boiadeiro (fallado).
13. ↑  Tras empatar 1-1, se definió por penales (no hubo tiempo suplementario). Brasil ganó 4 a 2. Patearon por Argentina: H. Pérez, A. Acosta (convertidos), Simeone, Fabbri (fallados). Patearon por Brasil: Roberto Carlos, Túlio (convertidos), André Cruz (fallado), Dunga, Edmundo (convertidos).
14. 1 2  Jugado en partidos de ida y vuelta en ocasión del 35º aniversario del diario "Zero Hora" de Porto Alegre (BRA). De acuerdo a las reglas el ganador del trofeo fue Argentina (resultado global de 4-4; Argentina marcó 2 goles de visitante). Sin embargo, por error, la copa se la entregaron a Brasil. Finalmente se decidió darle una copia del trofeo original a Argentina.
15. ↑  Tras empatar 2-2, se definió por penales (no hubo tiempo suplementario). Brasil ganó 4 a 2. Patearon por Argentina: D'Alessandro, Heinze (fallados), C. González, Sorín (convertidos). Patearon por Brasil: Adriano, Edú, Diego, Juan (todos convertidos).
16. 1 2 3 4  Participaron selecciones compuestas solo por jugadores de las ligas locales de ambos países.
17. ↑  El partido fue suspendido a los 5 minutos en el terreno de juego, cuando autoridades sanitarias interrumpieron el encuentro acusando a cuatro jugadores argentinos de incumplimiento del protocolo brasileño para la pandemia de covid-19. El 16 de agosto de 2022 se resolvió por parte de AFA, CBF y FIFA que el partido ya no se dispute.

### No reconocidos por FIFA[13]
Hay ciertos partidos que la FIFA no reconoce porque considera que ambos o alguno de los equipos presentados no representaban a la selección principal de ese determinado momento. Podemos dividirlos en 2 etapas, partidos previos y posteriores al 8 de junio de 1914, momento en que se crea la Federación Brasileña de Deportes (Federação Brasileira de Sports F.B.S.) y que más tarde cambiaría su nombre a Confederación Brasileña de Fútbol (CBF). De esta manera Brasil pasa a tener una selección de fútbol de manera oficial.
Previo a 1914, Argentina realizó dos giras por Brasil, la primera en 1908 y la segunda en 1912 . Una selección paulista llegó a Buenos Aires en 1913. Sobre 16 partidos que jugó, Argentina ganó 13, empató 1 y perdió 2. Pero en Brasil, solo tres partidos son considerados como "pre-seleccionados brasileños". Los tres los ganó Argentina.
| #  | Fecha                    | País      | Ciudad         | Estadio                 | Competición | Local | Bandera de Argentina | Resultado | Bandera de Brasil | Goles (A)                                                                             | Goles (B)                                 | Instancia     |
| -- | ------------------------ | --------- | -------------- | ----------------------- | ----------- | ----- | -------------------- | --------- | ----------------- | ------------------------------------------------------------------------------------- | ----------------------------------------- | ------------- |
| 1  | 2 de julio de 1908       | Brasil    | San Pablo      | Velódromo de São Paulo  | Amistoso    | BRA   | Argentina            | 2–2 (a)   | Brasil            | Eliseo Brown, Jorge Gibson Brown (p.)                                                 | Charles Miller (x2)                       | Partido Único |
| 2  | 5 de julio de 1908       | Brasil    | San Pablo      | Velódromo de São Paulo  | Amistoso    | BRA   | Argentina            | 6–0 (b)   | Brasil            | M. Susán, Eliseo Brown (x3), Alfredo Brown (x2)                                       |                                           | Partido Único |
| 3  | 7 de julio de 1908       | Brasil    | San Pablo      | Velódromo de São Paulo  | Amistoso    | BRA   | Argentina            | 4–0 (c)   | Brasil            | C. E. Dickinson, M. Susán, Alfredo Brown, Ernesto A. Brown                            |                                           | Partido Único |
| 4  | 9 de julio de 1908       | Brasil    | Río de Janeiro | Estadio das Laranjeiras | Amistoso    | BRA   | Argentina            | 3–2 (d)   | Brasil            | V. Etchegaray (e. c.), C. E. Dickinson, Lucio Burgos                                  | Rafael Sampaio, Emilio Etchegaray (p.)    | Partido Único |
| 5  | 11 de julio de 1908      | Brasil    | Río de Janeiro | Estadio das Laranjeiras | Amistoso    | BRA   | Argentina            | 7–1 (e)   | Brasil            | J. Robinson (e. c.), Ernesto A. Brown (x2), Lucio Burgos, Eliseo Brown (x2), M. Susán | H. Monk                                   | Partido Único |
| 6  | 12 de julio de 1908      | Brasil    | Río de Janeiro | Estadio das Laranjeiras | Amistoso    | BRA   | Argentina            | 3–0 (f)   | Brasil            | Ernesto A. Brown (x3)                                                                 |                                           | Partido Único |
| 7  | 14 de julio de 1908      | Brasil    | Santos         | Campo da Anna Costa     | Amistoso    | BRA   | Argentina            | 6–1 (g)   | Brasil            | Ernesto A. Brown (x2), M. Susán (x2), Eliseo Brown (x2)                               | Colston                                   | Partido Único |
| 8  | 4 de septiembre de 1912  | Brasil    | San Pablo      | Velódromo de São Paulo  | Amistoso    | BRA   | Argentina            | 3–4 (h)   | Brasil            | Harry Hayes (x3)                                                                      | Mariano, Décio (x3)                       | Partido Único |
| 9  | 5 de septiembre de 1912  | Brasil    | San Pablo      | Velódromo de São Paulo  | Amistoso    | BRA   | Argentina            | 3–0 (i)   | Brasil            | Juan D. Brown (p.), Ernesto A. Brown, José P. Viale                                   |                                           | Partido Único |
| 10 | 7 de septiembre de 1912  | Brasil    | San Pablo      | Velódromo de São Paulo  | Amistoso    | BRA   | Argentina            | 6–3 (j)   | Brasil            | M. Susán, Ernesto A. Brown (x2), José P. Viale, Harry Hayes (x2)                      | Juan D. Brown (e. c.), Boyes, Manne       | Partido Único |
| 11 | 8 de septiembre de 1912  | Brasil    | San Pablo      | Velódromo de São Paulo  | Amistoso    | BRA   | Argentina            | 6–3 (k)   | Brasil            | M. Susán (x2), Ernesto A. Brown (x3), Harry Hayes                                     | Friedenreich, Irineu Malta, Rubens Salles | Partido Único |
| 12 | 12 de septiembre de 1912 | Brasil    | Río de Janeiro | Estadio das Laranjeiras | Amistoso    | BRA   | Argentina            | 4–0 (l)   | Brasil            | Ernesto A. Brown, Alberto Ohaco, Harry Hayes (x2)                                     |                                           | Partido Único |
| 13 | 14 de septiembre de 1912 | Brasil    | Río de Janeiro | Estadio das Laranjeiras | Amistoso    | BRA   | Argentina            | 9–1 (m)   | Brasil            | SIN DATOS                                                                             | H. Robinson                               | Partido Único |
| 14 | 15 de septiembre de 1912 | Brasil    | Río de Janeiro | Estadio das Laranjeiras | Amistoso    | BRA   | Argentina            | 5–0 (n)   | Brasil            | Harry Hayes (x4), M. Susán                                                            |                                           | Partido Único |
| 15 | 10 de agosto de 1913     | Argentina | Avellaneda     | Racing Club             | Amistoso    | ARG   | Argentina            | 0–2 (ñ)   | Brasil            |                                                                                       | Juvenal Campos, Décio                     | Partido Único |
| 16 | 17 de agosto de 1913     | Argentina | Buenos Aires   | G. E. B. A.             | Amistoso    | ARG   | Argentina            | 2–0 (o)   | Brasil            | J. Viale, M. Susán                                                                    |                                           | Partido Único |

(a) Combinado paulista formado exclusivamente por jugadores ingleses que vivían en San Pablo.
(b) Combinado paulista formado por mezcla de jugadores ingleses y brasileños que vivían en San Pablo.
(c) Combinado paulista formado exclusivamente por jugadores brasileños que vivían en San Pablo.
(d) Combinado carioca considerado una pre-selección brasileña.
(e) Combinado carioca formado exclusivamente por jugadores ingleses que vivían en Río de Janeiro.
(f) Combinado carioca formado por mezcla de jugadores ingleses y brasileños de Río de Janeiro.
(g) Algunas fuentes señalan que fue un combinado santista y otras que fue el C. A. Internacional de esa ciudad.
(h) Algunas fuentes señalan que fue un combinado paulista y otras que fue el C. A. Paulistano de esa ciudad.
(i) Fuentes señalan que fue el Sport Club Americano de esa ciudad. 
(j) Combinado paulista formado exclusivamente por jugadores ingleses que vivían en San Pablo. Fuente RSSSF indica que los goles locales los convirtieron Colston, Banks y Manne; mientras que para Argentina M. Susán convirtió 2 y Ernesto A. Brown sólo 1.
(k) Combinado paulista considerado una pre-selección brasileña. Algunas fuentes indican que los goles argentinos los marcaron Alberto Ohaco en 3 ocasiones, Ernesto A. Brown en dos y M. Susán en una.
(l) Combinado carioca considerado una pre-selección brasileña. Algunas fuentes indican que el segundo gol en lugar de Alberto Ohaco lo marcó Ernesto A. Brown y otras que fue M. Susán.
(m) Combinado carioca formado exclusivamente por jugadores ingleses que vivían en Río de Janeiro. No hay datos de los autores de los goles argentinos, sólo se sabe que el primer tiempo terminó 6-0 y que el primer tanto fue convertido de penal. Una fuente apunta que el gol brasileño lo marcó Foy en vez de Robinson. 
(n) Combinado carioca formado por mezcla de jugadores ingleses y brasileños de Río de Janeiro. Este encuentro contó con la presencia de Julio Argentino Roca en las gradas.
(ñ) y (o) Combinado paulista con mayoría de jugadores del Sport Club Americano reforzado con jugadores como Friedenreich, del club Ypiranga, Formiga y Thielle.

## Sedes
| Argentina | Argentina    | Argentina | Argentina | Argentina | Argentina | Argentina | Argentina |
| #         | Ciudad       | Partidos  | Ganados   | Empatados | Perdidos  | Goles     | Dif       |
| --------- | ------------ | --------- | --------- | --------- | --------- | --------- | --------- |
| 1         | Buenos Aires | 31        | 16        | 9         | 6         | 60-36     | +24       |
| 2         | Avellaneda   | 2         | 1         | 1         | 0         | 5-1       | +4        |
| 3         | Rosario      | 3         | 0         | 1         | 2         | 2-5       | -3        |
| 4         | Córdoba      | 1         | 0         | 1         | 0         | 0-0       | +0        |
| 5         | San Juan     | 1         | 0         | 1         | 0         | 0-0       | +0        |
| Total     | Total        | 38        | 17        | 13        | 8         | 67-42     | +25       |

| Brasil | Brasil            | Brasil   | Brasil  | Brasil    | Brasil   | Brasil | Brasil |
| #      | Ciudad            | Partidos | Ganados | Empatados | Perdidos | Goles  | Dif    |
| ------ | ----------------- | -------- | ------- | --------- | -------- | ------ | ------ |
| 1      | Río de Janeiro    | 21       | 12      | 3         | 6        | 45-27  | +18    |
| 2      | São Paulo         | 8        | 2       | 2         | 4        | 12-16  | -4     |
| 3      | Belo Horizonte    | 6        | 5       | 1         | 0        | 13-4   | +9     |
| 4      | Porto Alegre      | 2        | 1       | 0         | 1        | 4-4    | +0     |
| 5      | Salvador de Bahía | 1        | 1       | 0         | 0        | 2-1    | +1     |
| 6      | Curitiba          | 1        | 0       | 1         | 0        | 1-1    | +0     |
| 7      | Recife            | 1        | 1       | 0         | 0        | 2-0    | +2     |
| 8      | Belém             | 1        | 1       | 0         | 0        | 2-0    | +2     |
| 9      | Goiânia           | 1        | 1       | 0         | 0        | 2-1    | +1     |
| Total  | Total             | 42       | 24      | 7         | 11       | 83-54  | +29    |

## Eliminaciones directas entre Argentina y Brasil por torneos oficiales de selecciones absolutas
A continuación, se listan las eliminaciones directas de ambas selecciones absolutas en toda la historia, ya sean pertenecientes a torneos de FIFA o CONMEBOL en donde uno de los dos eliminó al otro o le ganó una final:
1) Copa América 1937 (Final): Argentina 2 - Brasil 0. Gana Argentina y obtiene el campeonato.
2) Copa Mundial Italia 1990 (Octavos de final): Argentina 1 - Brasil 0. Avanza Argentina.
3) Copa América 1993 (Cuartos de final): Argentina 1 (6) - Brasil 1 (5). Avanza Argentina.
4) Copa América 1995 (Cuartos de final): Argentina 2 (2) - Brasil 2 (4). Avanza Brasil.
5) Copa América 1999 (Cuartos de final): Argentina 1 - Brasil 2. Avanza Brasil.
6) Copa América 2004 (Final): Argentina 2 (2) - Brasil 2 (4). Gana Brasil y obtiene el campeonato.
7) Copa FIFA Confederaciones 2005 (Final): Argentina 1 - Brasil 4. Gana Brasil y obtiene el campeonato.
8) Copa América 2007 (Final): Argentina 0 - Brasil 3. Gana Brasil y obtiene el campeonato.
9) Copa América 2019 (Semifinal): Argentina 0 - Brasil 2. Avanza Brasil.
10) Copa América 2021 (Final): Argentina 1 - Brasil 0. Gana Argentina y obtiene el campeonato.

### Finales que definieron un título
| Temporada                            | Campeón                              | Resultado                            | Subcampeón                           | Sede Final                                 |
| Campeonato Sudamericano/Copa América | Campeonato Sudamericano/Copa América | Campeonato Sudamericano/Copa América | Campeonato Sudamericano/Copa América |                                            |
| ------------------------------------ | ------------------------------------ | ------------------------------------ | ------------------------------------ | ------------------------------------------ |
| 1937                                 | Argentina                            | 2 - 0                                | Brasil                               | Estadio El Gasómetro, Buenos Aires         |
| 2004                                 | Brasil                               | 2 - 2 (4 - 2 pen.)                   | Argentina                            | Estadio Nacional José Díaz, Lima           |
| 2007                                 | Brasil                               | 3 - 0                                | Argentina                            | Estadio José Encarnación Romero, Maracaibo |
| 2021                                 | Argentina                            | 1 - 0                                | Brasil                               | Estadio Maracaná, Río de Janeiro           |
| Copa FIFA Confederaciones            |                                      |                                      |                                      |                                            |
| 2005                                 | Brasil                               | 4 - 1                                | Argentina                            | Waldstadion, Fráncfort del Meno            |

## Máximas goleadas
A continuación se listan las máximas goleadas teniendo en cuenta solo los encuentros en que un equipo ha convertido al menos 5 goles:
| Local     | Resultado | Visitante | Competición             | Estadio         | Goles                                                                       |
| --------- | --------- | --------- | ----------------------- | --------------- | --------------------------------------------------------------------------- |
| Argentina | 6-1       | Brasil    | Copa Roca 1940          | El Gasómetro    | Masantonio (2), Peucelle (3), Baldonedo; Jair.                              |
| Brasil    | 1-5       | Argentina | Copa Roca 1939-40       | São Januário    | Leônidas; García, Masantonio (2), Moreno (2)                                |
| Argentina | 5-1       | Brasil    | Copa Roca 1940          | La Doble visera | Baldonedo, Masantonio (2), Peucelle, Cassan; Leônidas.                      |
| Brasil    | 5-1       | Argentina | Copa del Atlántico 1960 | Maracaná        | Chinesinho, Pelé (2), Pepe; Sosa                                            |
| Brasil    | 6-2       | Argentina | Copa Roca 1945          | São Januário    | Ademir (2), Leônidas, Zizinho; Chico; Heleno de Freitas; Pedernera, Martino |
| Brasil    | 5-2       | Argentina | Copa Roca 1963          | Maracaná        | Pelé (3), Amarildo (2); Juárez, Savoy                                       |

## Tabla histórica de goleadores
Pelé es el máximo goleador de los enfrentamientos entre brasileños y argentinos, seguido por su compatriota Leônidas da Silva y el argentino Herminio Masantonio con 7 tantos cada uno. Junto al argentino Emilio Baldonedo, quien suma 6 goles, son los únicos jugadores en sobrepasar la barrera de los seis goles en la historia de dichos encuentros.
En cuanto a los jugadores con mejor promedio anotador, es el argentino Manuel Seoane quien arroja mejores datos con una media de 2,00 goles por partido, seguido del 1,67 de Norberto Méndez.
A continuación se resumen los máximos anotadores en la historia de este clásico, desglosando los goles en partidos de distintas competencias.
Nota: En negrita jugadores en activo. En caso de empate indicado en primer lugar el de mejor promedio goleador.
| # | Jugador             | Amistosos | Amistosos | Copa América | Copa América | Eliminatorias | Eliminatorias | Total | Total | Total |
| # | Jugador             | P.J.      | G.        | P.J.         | G.           | P.J.          | G.            | P.J.  | G.    | P. G. |
| - | ------------------- | --------- | --------- | ------------ | ------------ | ------------- | ------------- | ----- | ----- | ----- |
| 1 | Pelé                | 9         | 7         | 1            | 1            | —             | —             | 10    | 8     | 0.80  |
| 2 | Herminio Masantonio | 5         | 6         | 1            | 1            | —             | —             | 6     | 7     | 1.00  |
| = | Leônidas da Silva   | 9         | 7         | —            | —            | —             | —             | 9     | 7     | 0.78  |
| 4 | Emilio Baldonedo    | 5         | 6         | —            | —            | —             | —             | 5     | 6     | 1.20  |
| 5 | Norberto Méndez     | 1         | 0         | 2            | 5            | —             | —             | 3     | 5     | 1.67  |
| = | Ronaldo             | 4         | 1         | 1            | 1            | 1             | 3             | 6     | 5     | 0.83  |
| = | Lionel Messi        | 6         | 5         | 3            | 0            | 5             | 0             | 14    | 5     | 0.36  |
| 8 | Manuel Seoane       | —         | —         | 2            | 4            | —             | —             | 2     | 4     | 2.00  |
| = | Delém               | 3         | 4         | —            | —            | —             | —             | 3     | 4     | 1.33  |
| = | Nilo                | 2         | 1         | 3            | 3            | —             | —             | 5     | 4     | 0.80  |
| = | Ademir              | 3         | 3         | 2            | 1            | —             | —             | 5     | 4     | 0.80  |
| = | Pepe                | 5         | 4         | 1            | 0            | —             | —             | 6     | 4     | 0.67  |
| = | Rivaldo             | 4         | 2         | 1            | 1            | 2             | 0             | 7     | 4     | 0.57  |
| = | Carlos Peucelle     | 7         | 4         | 1            | 0            | —             | —             | 8     | 4     | 0.50  |
| = | Enrique García      | 7         | 2         | 3            | 2            | —             | —             | 10    | 4     | 0.40  |

| \| # \| Fecha \| Estadio \| Jugador \| Goles \| Resultado \| Competición \| \| - \| ---------- \| ------------------------------------------ \| --------------- \| ----- \| --------- \| -------------------------------- \| \| 1 \| 13-12-1925 \| Buenos Aires, Estadio de Sportivo Barracas \| Manuel Seoane \| \| 4 - 1 \| Campeonato Sudamericano 1925 \| \| 2 \| 05-03-1940 \| Buenos Aires, El Gasómetro \| Carlos Peucelle \| \| 6 - 1 \| Copa Roca 1940 \| \| 3 \| 15-02-1945 \| Santiago, Nacional \| Norberto Méndez \| \| 4 - 3 \| Campeonato Sudamericano 1945 \| \| 4 \| 22-12-1959 \| Guayaquil, Modelo \| José Sanfilippo \| \| 4 - 1 \| Campeonato Sudamericano 1959 (E) \| \| 5 \| 16-04-1963 \| Río de Janeiro, Maracaná \| Pelé \| \| 5 - 2 \| Copa Roca 1963 \| \| 6 \| 07-09-1999 \| Porto Alegre, Beira-Río \| Rivaldo \| \| 3 - 1 \| Amistoso \| \| 7 \| 02-06-2004 \| Belo Horizonte, Mineirão \| Ronaldo \| \| 3 - 1 \| Eliminatorias 2006 \| \| 8 \| 09-06-2012 \| East Rutherford, MetLife \| Lionel Messi \| \| 4 - 3 \| Amistoso \| |            |                                            |                 |       |           |                                  |
| Datos actualizados al último partido jugado el 9 de junio de 2012. |            |                                            |                 |       |           |                                  |
| # | Fecha      | Estadio                                    | Jugador         | Goles | Resultado | Competición                      |
| 1 | 13-12-1925 | Buenos Aires, Estadio de Sportivo Barracas | Manuel Seoane   |       | 4 - 1     | Campeonato Sudamericano 1925     |
| 2 | 05-03-1940 | Buenos Aires, El Gasómetro                 | Carlos Peucelle |       | 6 - 1     | Copa Roca 1940                   |
| 3 | 15-02-1945 | Santiago, Nacional                         | Norberto Méndez |       | 4 - 3     | Campeonato Sudamericano 1945     |
| 4 | 22-12-1959 | Guayaquil, Modelo                          | José Sanfilippo |       | 4 - 1     | Campeonato Sudamericano 1959 (E) |
| 5 | 16-04-1963 | Río de Janeiro, Maracaná                   | Pelé            |       | 5 - 2     | Copa Roca 1963                   |
| 6 | 07-09-1999 | Porto Alegre, Beira-Río                    | Rivaldo         |       | 3 - 1     | Amistoso                         |
| 7 | 02-06-2004 | Belo Horizonte, Mineirão                   | Ronaldo         |       | 3 - 1     | Eliminatorias 2006               |
| 8 | 09-06-2012 | East Rutherford, MetLife                   | Lionel Messi    |       | 4 - 3     | Amistoso                         |

## Jugadores con mayor cantidad de encuentros disputados
Javier Zanetti es el jugador que más encuentros ha disputado de la rivalidad con 16, seguido por Lionel Messi con 14 y por Diego Simeone y Cafú; cada uno con 13.
A continuación se listan los jugadores que más veces han jugado el Superclásico a lo largo de la historia de estos encuentros. En caso de empate, indicado en primer lugar el jugador que antes alcanzase la cifra.
Nota: En negrita jugadores en activo.
| #  | Jugador           | Amistosos | Copa América | Eliminatorias | Copa Confederaciones | Total |
| -- | ----------------- | --------- | ------------ | ------------- | -------------------- | ----- |
| 1  | Javier Zanetti    | 5         | 4            | 6             | 1                    | 16    |
| 2  | Lionel Messi      | 6         | 3            | 5             | —                    | 14    |
| 3  | Diego Simeone     | 7         | 4            | 2             | —                    | 13    |
| =  | Cafú              | 8         | 2            | 3             | —                    | 13    |
| 5  | Javier Mascherano | 4         | 2            | 6             | —                    | 12    |
| 6  | Djalma Santos     | 8         | 3            | —             | —                    | 11    |
| =  | Gilmar            | 8         | 3            | —             | —                    | 11    |
| =  | Roberto Carlos    | 4         | 3            | 4             | —                    | 11    |
| =  | Neymar            | 8         | 1            | 2             | —                    | 11    |
| =  | Nicolás Otamendi  | 2         | 2            | 7             | —                    | 11    |
| 11 | José Salomón      | 7         | 3            | —             | —                    | 10    |
| =  | Enrique García    | 7         | 3            | —             | —                    | 10    |
| =  | Pelé              | 9         | 1            | —             | —                    | 10    |
| =  | Roberto Ayala     | 3         | 4            | 3             | —                    | 10    |
| =  | Ángel Di María    | 4         | 2            | 4             | —                    | 10    |

## Máximos goleadores en partidos oficiales
- Actualizado el 11 de octubre de 2014.

| Competencia            | Bandera de Argentina | Goles | Bandera de Brasil | Goles |
| ---------------------- | -------------------- | ----- | ----------------- | ----- |
| Copa Mundial de Fútbol | 3 jugadores          | 1     | 5 jugadores       | 1     |
| Eliminatorias          | Hernán Crespo        | 2     | Ronaldo           | 3     |
| Copa América           | Norberto Méndez      | 5     | Nilo              | 3     |
| Copa Confederaciones   | Pablo Aimar          | 1     | Adriano           | 2     |
| Juegos Olímpicos       | Sergio Agüero        | 2     | Geovani           | 1     |
| Total                  | Emilio Baldonedo     | 6     | Pelé              | 7     |

## Enfrentamientos en JJ. OO., Panamericanos y Preolímpicos
Estos partidos no cuentan en el historial porque no son selecciones mayores, son selecciones compuestas por juveniles total o mayoritariamente. E inclusive algunas son amateurs, como es el caso del equipo de los panamericanos de 1975.

### En Juegos Olímpicos
| # | Fecha                    | País          | Ciudad | Estadio                     | Competición | Local   | Bandera de Argentina | Resultado | Bandera de Brasil | Goles (A)                         | Goles (B)    | Instancia        |
| - | ------------------------ | ------------- | ------ | --------------------------- | ----------- | ------- | -------------------- | --------- | ----------------- | --------------------------------- | ------------ | ---------------- |
| 1 | 25 de septiembre de 1988 | Corea del Sur | Seúl   | Estadio Dongdaemun          | Seúl 1988   | NEUTRAL | Argentina            | 0–1       | Brasil            |                                   | Geovani (76) | Cuartos de final |
| 2 | 19 de agosto de 2008     | China         | Pekín  | Estadio de los Trabajadores | Pekín 2008  | NEUTRAL | Argentina            | 3–0       | Brasil            | Agüero (51, 57), Riquelme (p. 75) |              | Semifinales      |

- En 1988 participaron por Conmebol (y UEFA) selecciones profesionales, con mayoría de juveniles y algunos mayores, pero con la condición de que no hubiesen participado en Copas del Mundo.
- En 2008 se jugó con selecciones Sub-23 con un máximo de 3 mayores (establecido desde 1992).

### En Juegos Panamericanos
| # | Fecha                   | País                 | Ciudad        | Estadio           | Competición           | Local   | Bandera de Argentina | Resultado | Bandera de Brasil | Goles (A)                         | Goles (B)                         | Instancia                       |
| - | ----------------------- | -------------------- | ------------- | ----------------- | --------------------- | ------- | -------------------- | --------- | ----------------- | --------------------------------- | --------------------------------- | ------------------------------- |
| 1 | 5 de septiembre de 1959 | Estados Unidos       | Chicago       | Hanson Stadium    | Chicago 1959          | NEUTRAL | Argentina            | 1–1       | Brasil            | R. Bonanno (83)                   | J. R. da Silva (38)               | Liguilla (Fecha 7)              |
| 2 | 4 de mayo de 1963       | Brasil               | San Pablo     | Parque São Jorge  | San Pablo 1963        | BRA     | Argentina            | 2–2       | Brasil            | J. C. Oleniak (87), Manfredi (88) | Aírton Beleza (60), Othon (75)    | Liguilla (Fecha 5)              |
| 3 | 21 de octubre de 1975   | México               | México D.F.   | Estadio Azteca    | Ciudad de México 1975 | NEUTRAL | Argentina            | 0–0       | Brasil            |                                   |                                   | Segunda fase (Grupo B, Fecha 1) |
| 4 | 15 de agosto de 1983    | Venezuela            | Caracas       | Brígido Iriarte   | Caracas 1983          | NEUTRAL | Argentina            | 0–2       | Brasil            |                                   | Marcus Vinícius (27), Heitor (35) | Primera fase (Fecha 1)          |
| 5 | 15 de agosto de 2003    | República Dominicana | Santo Domingo | Juan Pablo Duarte | Santo Domingo 2003    | NEUTRAL | Argentina            | 1–0       | Brasil            | M. López (45)                     |                                   | Final                           |
| 6 | 19 de octubre de 2011   | México               | Guadalajara   | Omnilife          | Guadalajara 2011      | NEUTRAL | Argentina            | 1–1       | Brasil            | Araujo (74)                       | Henrique (63)                     | Primera fase (Fecha 1)          |

### En torneos preolímpicos sudamericanos (Sub-23)
* Torneo clasificatorio para los JJ. OO.
| #  | Fecha                   | País      | Ciudad        | Estadio                   | Competición      | Local   | Bandera de Argentina | Resultado | Bandera de Brasil | Goles (A)                              | Goles (B)                          | Instancia              |
| -- | ----------------------- | --------- | ------------- | ------------------------- | ---------------- | ------- | -------------------- | --------- | ----------------- | -------------------------------------- | ---------------------------------- | ---------------------- |
| 1  | 21 de abril de 1960     | Perú      | Lima          | Nacional José Díaz        | Preolímpico 1960 | NEUTRAL | Argentina            | 3–1       | Brasil            | Desiderio (26, 36), J. C. Oleniak (39) | Jaburú (65)                        | Fase final (Fecha 3)   |
| 2  | 30 de noviembre de 1971 | Colombia  | Cali          | Olímpico Pascual Guerrero | Preolímpico 1972 | NEUTRAL | Argentina            | 0–0       | Brasil            |                                        |                                    | Primera fase (Fecha 3) |
| 3  | 9 de diciembre de 1971  | Colombia  | Bogotá        | Nemesio Camacho           | Preolímpico 1972 | NEUTRAL | Argentina            | 0–1       | Brasil            |                                        | Zico (33)                          | Fase final (Fecha 2)   |
| 4  | 1 de febrero de 1976    | Brasil    | Recife        | Estadio de Arruda         | Preolímpico 1976 | BRA     | Argentina            | 0–2       | Brasil            |                                        | Cláudio Adão (1), Erivelto (67)    | Liguilla (Fecha 5)     |
| 5  | 7 de febrero de 1980    | Colombia  | Bogotá        | Nemesio Camacho           | Preolímpico 1980 | NEUTRAL | Argentina            | 3–1       | Brasil            | Randazzo (25), Meza (p. 82, p. 90)     | Jérson (56)                        | Liguilla (Fecha 5)     |
| 6  | 29 de abril de 1987     | Bolivia   | La Paz        | Hernando Siles            | Preolímpico 1988 | NEUTRAL | Argentina            | 2–0       | Brasil            | Perazzo (15), Alfaro (73)              |                                    | Fase final (Fecha 1)   |
| 7  | 6 de marzo de 1996      | Argentina | Mar del Plata | José María Minella        | Preolímpico 1996 | ARG     | Argentina            | 2–2       | Brasil            | C. López (25), M. Delgado (31)         | Beto (72), Sávio (84)              | Fase final (Fecha 3)   |
| 8  | 2 de febrero de 2000    | Brasil    | Londrina      | Estadio del Café          | Preolímpico 2000 | BRA     | Argentina            | 2–4       | Brasil            | B. Romeo (5), E. Cambiasso (21)        | Alex (18), Ronaldinho (20, 35, 77) | Fase final (Fecha 1)   |
| 9  | 21 de enero de 2004     | Chile     | Valparaíso    | Playa Ancha               | Preolímpico 2004 | NEUTRAL | Argentina            | 1–0       | Brasil            | G. Rodríguez (77)                      |                                    | Fase final (Fecha 1)   |
| 10 | 9 de febrero de 2020    | Colombia  | Bucaramanga   | Alfonso López             | Preolímpico 2020 | NEUTRAL | Argentina            | 0–3       | Brasil            |                                        | Paulinho (13), M. Cunha (30, 55)   | Fase final (Fecha 3)   |
| 11 | 11 de febrero de 2024   | Venezuela | Caracas       | Brígido Iriarte           | Preolímpico 2024 | NEUTRAL | Argentina            | 1–0       | Brasil            | L. Gondou (78)                         |                                    | Fase final (Fecha 3)   |

- En el preolímpico de 1976 participó, como seleccionado nacional argentino, la reserva juvenil del Club Atlético Newell's Old Boys de Rosario.

## Enfrentamientos entre selecciones juveniles

### Mundiales (Sub-20 y Sub-17)
| # | Fecha                   | País                   | Ciudad      | Estadio                      | Competición                 | Local   | Bandera de Argentina | Resultado | Bandera de Brasil | Goles (A)                     | Goles (B)             | Instancia        |
| - | ----------------------- | ---------------------- | ----------- | ---------------------------- | --------------------------- | ------- | -------------------- | --------- | ----------------- | ----------------------------- | --------------------- | ---------------- |
| 1 | 19 de junio de 1983     | México                 | México D.F. | Estadio Azteca               | México 1983                 | NEUTRAL | Argentina            | 0–1       | Brasil            |                               | Geovani (p. 31)       | Final            |
| 2 | 25 de febrero de 1989   | Arabia Saudita         | Yeda        | Príncipe Abdullah al-Faisal  | Arabia Saudita 1989         | NEUTRAL | Argentina            | 0–1       | Brasil            |                               | Marcelo Henrique (15) | Cuartos de final |
| 3 | 28 de abril de 1995     | Catar                  | Doha        | Internacional Khalifa        | Catar 1995                  | NEUTRAL | Argentina            | 2–0       | Brasil            | Biagini (25), Guerrero (89)   |                       | Final            |
| 4 | 29 de junio de 1997     | Malasia                | Kuching     | Sarawak                      | Malasia 1997                | NEUTRAL | Argentina            | 2–0       | Brasil            | Scaloni (79), Perezlindo (90) |                       | Cuartos de final |
| 5 | 15 de diciembre de 2003 | Emiratos Árabes Unidos | Abu Dabi    | Al Jazira Mohammed Bin Zayed | Emiratos Árabes Unidos 2003 | NEUTRAL | Argentina            | 0–1       | Brasil            |                               | Dudu Cearense (65)    | Semifinales      |
| 6 | 28 de junio de 2005     | Países Bajos           | Utrecht     | Galgenwaard                  | Países Bajos 2005           | NEUTRAL | Argentina            | 2–1       | Brasil            | Messi (7), Zabaleta (90+3)    | Renato (75)           | Semifinales      |

| # | Fecha                    | País      | Ciudad     | Estadio                        | Competición    | Local   | Bandera de Argentina | Resultado | Bandera de Brasil | Goles (A)              | Goles (B)                            | Instancia        |
| - | ------------------------ | --------- | ---------- | ------------------------------ | -------------- | ------- | -------------------- | --------- | ----------------- | ---------------------- | ------------------------------------ | ---------------- |
| 1 | 17 de agosto de 1995     | Ecuador   | Guayaquil  | Monumental Isidro Romero Carbo | Ecuador 1995   | NEUTRAL | Argentina            | 0–3       | Brasil            |                        | Rodrigo (74), Rocha (88), Fabio (90) | Semifinales      |
| 2 | 14 de septiembre de 1997 | Egipto    | Alejandría | Estadio de Alejandría          | Egipto 1997    | NEUTRAL | Argentina            | 0–2       | Brasil            |                        | Fabio Pinto (44, 83)                 | Cuartos de final |
| 3 | 24 de noviembre de 2023  | Indonesia | Yakarta    | Estadio Internacional          | Indonesia 2023 | NEUTRAL | Argentina            | 3–0       | Brasil            | Echeverri (28, 58, 71) |                                      | Cuartos de final |

### Sudamericanos (Sub-20, Sub-17 y Sub-15)
| #  | Fecha                 | País      | Ciudad                  | Estadio                       | Competición    | Local   | Bandera de Argentina | Resultado | Bandera de Brasil | Goles (A)                                                                               | Goles (B)                                            | Instancia                         |
| -- | --------------------- | --------- | ----------------------- | ----------------------------- | -------------- | ------- | -------------------- | --------- | ----------------- | --------------------------------------------------------------------------------------- | ---------------------------------------------------- | --------------------------------- |
| 1  | 26 de marzo de 1958   | Chile     | Santiago de Chile       | Nacional de Chile             | Chile 1958     | NEUTRAL | Argentina            | 0–1       | Brasil            |                                                                                         | Aloisio (30)                                         | Liguilla (Partido 13)             |
| 2  | 26 de marzo de 1967   | Paraguay  | Asunción                | Defensores del Chaco          | Paraguay 1967  | NEUTRAL | Argentina            | 2–0       | Brasil            | J. Martínez, C. M. García Cambón                                                        |                                                      | Semifinales                       |
| 3  | 14 de marzo de 1971   | Paraguay  | Asunción                | Defensores del Chaco          | Paraguay 1971  | NEUTRAL | Argentina            | 1–0       | Brasil            | M. González (62)                                                                        |                                                      | Primera fase (Grupo A, Fecha 4)   |
| 4  | 22 de marzo de 1974   | Chile     | Santiago de Chile       | Nacional de Chile             | Chile 1974     | NEUTRAL | Argentina            | 0–2       | Brasil            |                                                                                         | Muricy (14), Maizena (69)                            | Semifinales                       |
| 5  | 16 de agosto de 1975  | Perú      | Lima                    | Nacional José Díaz            | Perú 1975      | NEUTRAL | Argentina            | 2–1       | Brasil            | Fortunato, Brítez (p.)                                                                  | Toninho Vanusa                                       | Liguilla (Fecha 3)                |
| 6  | 31 de enero de 1979   | Uruguay   | Montevideo              | Centenario                    | Uruguay 1979   | NEUTRAL | Argentina            | 1–0       | Brasil            | Hugo Alves (p. 72)                                                                      |                                                      | Fase final (Fecha 3)              |
| 7  | 26 de febrero de 1981 | Ecuador   | Guayaquil               | Modelo Alberto Spencer        | Ecuador 1981   | NEUTRAL | Argentina            | 1–1       | Brasil            | J. Rinaldi (65)                                                                         | Djalma Baía (82)                                     | Primera fase (Grupo B, Fecha 3)   |
| 8  | 4 de marzo de 1981    | Ecuador   | Guayaquil               | Modelo Alberto Spencer        | Ecuador 1981   | NEUTRAL | Argentina            | 0–4       | Brasil            |                                                                                         | Zizinho (19), Lela (42, 45), P. Verdum (82)          | Fase final (Fecha 2)              |
| 9  | 13 de febrero de 1983 | Bolivia   | La Paz                  | Hernando Siles                | Bolivia 1983   | NEUTRAL | Argentina            | 2–3 (*)   | Brasil            | Capocetti (38), Zárate (p. 45)                                                          | Gilmar Popoca (24), Geovani (p. 52, p. 80)           | Fase final (Fecha 3)              |
| 10 | 22 de enero de 1985   | Paraguay  | Asunción                | Defensores del Chaco          | Paraguay 1985  | NEUTRAL | Argentina            | 1–2       | Brasil            | N. Lorenzo (11)                                                                         | Antonio Carlos (56), Paulo Silas (79)                | Primera fase (Grupo B, Fecha 5)   |
| 11 | 30 de enero de 1987   | Colombia  | Armenia                 | Centenario de Armenia         | Colombia 1987  | NEUTRAL | Argentina            | 1–0       | Brasil            | A. Russo (27)                                                                           |                                                      | Primera fase (Grupo A, Partido 5) |
| 12 | 6 de febrero de 1987  | Colombia  | Armenia                 | Centenario de Armenia         | Colombia 1987  | NEUTRAL | Argentina            | 1–3       | Brasil            | A. Russo (24)                                                                           | Alcindo (5), Maurício (38), Sandro (44)              | Fase final (Fecha 2)              |
| 13 | 16 de mayo de 1988    | Argentina | Buenos Aires            | Monumental                    | Argentina 1988 | ARG     | Argentina            | 1–2       | Brasil            | Scotto (64)                                                                             | Rogério (57), Anderson (80)                          | Fase final (Fecha 1)              |
| 14 | 6 de febrero de 1991  | Venezuela | San Cristóbal           | Polideportivo de Pueblo Nuevo | Venezuela 1991 | NEUTRAL | Argentina            | 1–1       | Brasil            | J. Esnáider (p. 45)                                                                     | Djair (33)                                           | Primera fase (Grupo B, Fecha 3)   |
| 15 | 15 de febrero de 1991 | Venezuela | Puerto Ordaz            | Polideportivo Cachamay        | Venezuela 1991 | NEUTRAL | Argentina            | 1–1       | Brasil            | Mogrovejo (83)                                                                          | Élber (13)                                           | Fase final (Fecha 2)              |
| 16 | 29 de enero de 1995   | Bolivia   | Santa Cruz de la Sierra | Ramón Tahuichi Aguilera       | Bolivia 1995   | NEUTRAL | Argentina            | 0–2       | Brasil            |                                                                                         | Emerson (35), Murilo (70)                            | Fase final (Fecha 3)              |
| 17 | 2 de febrero de 1997  | Chile     | La Serena               | La Portada                    | Chile 1997     | NEUTRAL | Argentina            | 2–0       | Brasil            | J. R. Riquelme (63), W. Samuel (79)                                                     |                                                      | Fase final (Fecha 3)              |
| 18 | 21 de enero de 1999   | Argentina | Mar del Plata           | José María Minella            | Argentina 1999 | ARG     | Argentina            | 2–1       | Brasil            | L. Galletti (43), E. Farías (87)                                                        | Edu (66)                                             | Fase final (Fecha 3)              |
| 19 | 28 de enero de 2001   | Ecuador   | Portoviejo              | Reales Tamarindos             | Ecuador 2001   | NEUTRAL | Argentina            | 0–1       | Brasil            |                                                                                         | Ewerton (38)                                         | Fase final (Fecha 3)              |
| 20 | 23 de enero de 2003   | Uruguay   | Maldonado               | Domingo Burgueño Miguel       | Uruguay 2003   | NEUTRAL | Argentina            | 1–0       | Brasil            | Carrusca (70)                                                                           |                                                      | Fase final (Fecha 3)              |
| 21 | 6 de febrero de 2005  | Colombia  | Manizales               | Palogrande                    | Colombia 2005  | NEUTRAL | Argentina            | 2–1       | Brasil            | P. Zabaleta (66), Messi (75)                                                            | Evandro Goebel (52)                                  | Fase final (Fecha 5)              |
| 22 | 19 de enero de 2007   | Paraguay  | Asunción                | Defensores del Chaco          | Paraguay 2007  | NEUTRAL | Argentina            | 2–2       | Brasil            | I. Sosa (46), M. Cahais (57)                                                            | Luiz Adriano (27), Lucas Leiva (60)                  | Fase final (Fecha 1)              |
| 23 | 2 de febrero de 2009  | Venezuela | Maturín                 | Monumental de Maturín         | Venezuela 2009 | NEUTRAL | Argentina            | 0–2       | Brasil            |                                                                                         | Alan Kardec (p. 65), Giuliano (86)                   | Fase final (Fecha 2)              |
| 24 | 6 de febrero de 2011  | Perú      | Arequipa                | Estadio de la UNSA            | Perú 2011      | NEUTRAL | Argentina            | 2–1       | Brasil            | Rogelio Funes Mori (p. 7), Iturbe (68)                                                  | Willian José (55)                                    | Fase final (Fecha 3)              |
| 25 | 1 de febrero de 2015  | Uruguay   | Montevideo              | Gran Parque Central           | Uruguay 2015   | NEUTRAL | Argentina            | 2–0       | Brasil            | Maxi Rolón (86), R. Contreras (89)                                                      |                                                      | Fase final (Fecha 3)              |
| 26 | 8 de febrero de 2017  | Ecuador   | Quito                   | Olímpico Atahualpa            | Ecuador 2017   | NEUTRAL | Argentina            | 2–2       | Brasil            | B. Mansilla (26), L. Martínez (90+5)                                                    | Richarlison (10), Vizeu (p. 66)                      | Fase final (Fecha 4)              |
| 27 | 10 de febrero de 2019 | Chile     | Rancagua                | El Teniente                   | Chile 2019     | NEUTRAL | Argentina            | 0–1       | Brasil            |                                                                                         | Lincoln (p. 39)                                      | Fase final (Fecha 5)              |
| 28 | 23 de enero de 2023   | Colombia  | Cali                    | Pascual Guerrero              | Colombia 2023  | NEUTRAL | Argentina            | 1–3       | Brasil            | M. González (90)                                                                        | G. Biro (8), Andrey Santos (36), Vitor Roque (p. 87) | Primera fase (Grupo A, Fecha 3)   |
| 29 | 24 de enero de 2025   | Venezuela | Valencia                | Misael Delgado                | Venezuela 2025 | NEUTRAL | Argentina            | 6–0       | Brasil            | I. Subiabre (6), C. Echeverri (8, 54), Igor (a.g. 11), A. Ruberto (52), S. Hidalgo (78) |                                                      | Primera fase (Grupo B, Fecha 1)   |
| 30 | 13 de febrero de 2025 | Venezuela | Caracas                 | Brígido Iriarte               | Venezuela 2025 | NEUTRAL | Argentina            | 1–1       | Brasil            | C. Echeverri (p. 40)                                                                    | Rayan (78)                                           | Fase final (Fecha 4)              |

- Participaron selecciones Sub-19 en las primeras 7 ediciones (1954, 1958, 1964, 1967, 1971, 1974, 1975).

(*) Suspendido a los 35 minutos del segundo tiempo. Se le dio por ganado a Brasil 3-2
| #  | Fecha                 | País      | Ciudad                  | Estadio                                  | Competición    | Local   | Bandera de Argentina | Resultado     | Bandera de Brasil | Goles (A)                                    | Goles (B)                                               | Instancia                       |
| -- | --------------------- | --------- | ----------------------- | ---------------------------------------- | -------------- | ------- | -------------------- | ------------- | ----------------- | -------------------------------------------- | ------------------------------------------------------- | ------------------------------- |
| 1  | 22 de abril de 1985   | Argentina | Buenos Aires            | José Amalfitani                          | Argentina 1985 | ARG     | Argentina            | 3–2           | Brasil            | H. Maradona (11, 67), L. Frutos (54)         | Natalino (9), William César (p. 19)                     | Liguilla (Fecha 9)              |
| 2  | 19 de octubre de 1986 | Perú      | Lima                    | Nacional José Díaz                       | Perú 1986      | NEUTRAL | Argentina            | 2–2           | Brasil            | W. Basile (p. 17), F. Gamboa (66)            | Sandro (28), Assís (55)                                 | Fase final (Fecha 3)            |
| 3  | 30 de octubre de 1988 | Ecuador   | Ibarra                  | Olímpico Municipal                       | Ecuador 1988   | NEUTRAL | Argentina            | 0–1           | Brasil            |                                              | Marcio (16)                                             | Fase final (Fecha 3)            |
| 4  | 15 de mayo de 1991    | Paraguay  | Asunción                | Defensores del Chaco                     | Paraguay 1991  | NEUTRAL | Argentina            | 1–2           | Brasil            | A. Bernuncio (3)                             | Leandro (52), Elenilson (85)                            | Fase final (Fecha 1)            |
| 5  | 10 de febrero de 1993 | Colombia  | Tuluá                   | Doce de Octubre                          | Colombia 1993  | NEUTRAL | Argentina            | 2–1           | Brasil            | L. Biagini, Nico Diez                        | Ronaldo                                                 | Fase final (Fecha 1)            |
| 6  | 21 de mayo de 1995    | Perú      | Lima                    | Nacional José Díaz                       | Perú 1995      | NEUTRAL | Argentina            | 0–1           | Brasil            |                                              | Marco Antonio (57)                                      | Fase final (Fecha 3)            |
| 7  | 16 de marzo de 1997   | Paraguay  | Asunción                | Defensores del Chaco                     | Paraguay 1997  | NEUTRAL | Argentina            | 1–2           | Brasil            | D. Gigena                                    | Matuzalem, Giovani                                      | Fase final (Fecha 3)            |
| 8  | 17 de marzo de 1999   | Uruguay   | Montevideo              | Centenario                               | Uruguay 1999   | NEUTRAL | Argentina            | 1–3           | Brasil            | L. Ponzio                                    | Leo Lima (x2) y Cacá                                    | Semifinales                     |
| 9  | 18 de marzo de 2001   | Perú      | Arequipa                | Estadio de la UNSA                       | Perú 2001      | NEUTRAL | Argentina            | 0–2           | Brasil            |                                              | Moraes, Anderson (p.)                                   | Fase final (Fecha 3)            |
| 10 | 18 de mayo de 2003    | Bolivia   | Santa Cruz de la Sierra | Ramón Tahuichi Aguilera                  | Bolivia 2003   | NEUTRAL | Argentina            | 1–1           | Brasil            | Cólzera (46)                                 | Jonathan Cícero Moreira (73)                            | Fase final (Fecha 3)            |
| 11 | 16 de marzo de 2007   | Ecuador   | Ibarra                  | Olímpico Ciudad de Ibarra                | Ecuador 2007   | NEUTRAL | Argentina            | 0–2           | Brasil            |                                              | Maicon (45), Lulinha (56)                               | Fase final (Fecha 1)            |
| 12 | 9 de mayo de 2009     | Chile     | Iquique                 | Tierra de Campeones Ramón Estay Saavedra | Chile 2009     | NEUTRAL | Argentina            | 2–2 (5-6) (*) | Brasil            | L. González Pirez (65), E. Espíndola (p. 88) | Zezinho (4), P. Coutinho (56)                           | Final                           |
| 13 | 9 de abril de 2011    | Ecuador   | Quito                   | Casa Blanca                              | Ecuador 2011   | NEUTRAL | Argentina            | 2–3           | Brasil            | Báez (31), F. Andrada (80)                   | Leo Bonatini (28), Guilherme (33), Matheus Barbosa (77) | Fase final (Fecha 5)            |
| 14 | 21 de abril de 2013   | Argentina | La Punta                | Provincial Juan Gilberto Funes           | Argentina 2013 | ARG     | Argentina            | 0–0           | Brasil            |                                              |                                                         | Fase final (Fecha 3)            |
| 15 | 17 de marzo de 2015   | Paraguay  | Luque                   | Feliciano Cáceres                        | Paraguay 2015  | NEUTRAL | Argentina            | 1–0           | Brasil            | G. Berterame (34)                            |                                                         | Fase final (Fecha 1)            |
| 16 | 4 de marzo de 2017    | Chile     | Talca                   | Fiscal de Talca                          | Chile 2017     | NEUTRAL | Argentina            | 0–2           | Brasil            |                                              | Brenner (61), Yuri Alberto (82)                         | Primera fase (Grupo B, Fecha 5) |
| 17 | 30 de marzo de 2019   | Perú      | Lima                    | Universidad Nacional Mayor de San Marcos | Perú 2019      | NEUTRAL | Argentina            | 3–0           | Brasil            | Godoy (p. 36), Palacios (54), Amione (90+2)  |                                                         | Primera fase (Grupo B, Fecha 5) |
| 18 | 23 de abril de 2023   | Ecuador   | Quito                   | Olímpico Atahualpa                       | Ecuador 2023   | NEUTRAL | Argentina            | 2–3           | Brasil            | Giménez (33), Echeverri (55)                 | Riquelme (11), Dudu (29), João Pedro (60)               | Fase final (Fecha 5)            |

- Participaron selecciones Sub-16 en las primeras 3 ediciones (1985, 1986, 1988).

(*) En la definición por penales para Argentina patearon: Araujo, Villalva (fallados), Rotondi, Orfano (convertidos), Espíndola (fallado), Olid Apaza, Martínez, Marín (convertidos), Kruspzky (fallado). Y para Brasil patearon: João Pedro (convertido), Gerson (fallado), Zezinho (convertido), Coutinho, Eduardo (fallados), Fernando, Carlão, Mauricio, Wellington (convertidos).
| # | Fecha                   | País      | Ciudad                  | Estadio                                | Competición    | Local   | Bandera de Argentina | Resultado | Bandera de Brasil | Goles (A)                              | Goles (B)                                               | Instancia                       |
| - | ----------------------- | --------- | ----------------------- | -------------------------------------- | -------------- | ------- | -------------------- | --------- | ----------------- | -------------------------------------- | ------------------------------------------------------- | ------------------------------- |
| 1 | 4 de noviembre de 2005  | Bolivia   | Santa Cruz de la Sierra | Ramón Tahuichi Aguilera                | Bolivia 2005   | NEUTRAL | Argentina            | 2–6       | Brasil            | C. Gaitán (56), Basterrechea (87)      | Fabio (5), Bernardo (11, 29, 48), Alex (63), Tales (74) | Final                           |
| 2 | 7 de noviembre de 2007  | Brasil    | Bento Gonçalves         | Parque Esportivo Montanha dos Vinhedos | Brasil 2007    | BRA     | Argentina            | 1–3       | Brasil            | Rotondi (76)                           | Felipe (7), Gérson (22), Fernando (50)                  | Fase final (Fecha 1)            |
| 3 | 28 de noviembre de 2011 | Uruguay   | Trinidad                | Juan Antonio Lavalleja                 | Uruguay 2011   | NEUTRAL | Argentina            | 2–4       | Brasil            | J. Cañete (63), S. Driussi (79)        | Robert Santos (58), Mosquito (65, p. 74), Caio (90+3)   | Fase final (Fecha 1)            |
| 4 | 19 de noviembre de 2017 | Argentina | San Juan                | Bicentenario                           | Argentina 2017 | ARG     | Argentina            | 3–2       | Brasil            | Palacios (43), Godoy (46), Amoine (74) | Kaio Jorge (33), Flores (42) a.g.                       | Final                           |
| 5 | 8 de diciembre de 2019  | Paraguay  | Asunción                | Arsenio Erico                          | Paraguay 2019  | NEUTRAL | Argentina            | 1–1 (3-5) | Brasil            | Jaime (46)                             | Vinicius Augusto (34)                                   | Final                           |
| 6 | 13 de octubre de 2024   | Bolivia   | Santa Cruz de la Sierra | Ramón Aguilera Costas                  | Bolivia 2023   | NEUTRAL | Argentina            | 1–1       | Brasil            | Esquivel (25)                          | Angelo (40+3)                                           | Primera fase (Grupo B, Fecha 5) |

- Participaron selecciones Sub-16 en la primera edición (2004).

## Enfrentamientos entre selecciones juveniles (torneos no oficiales)
| # | Fecha               | País    | Ciudad | Estadio                | Competición                | Local   | Bandera de Argentina | Resultado     | Bandera de Brasil | Goles (A)           | Goles (B)     | Instancia |
| - | ------------------- | ------- | ------ | ---------------------- | -------------------------- | ------- | -------------------- | ------------- | ----------------- | ------------------- | ------------- | --------- |
| 1 | 12 de junio de 1983 | Francia | Tolón  | Stade de Bon-Rencontre | Toulón 1983 (11.ª Edición) | NEUTRAL | Argentina            | 1–1 (0-3) (*) | Brasil            | R. D. Insúa (p. 21) | Nelsinho (26) | Final     |

(*) En la definición por penales para Argentina desviaron Insúa, Gareca y Centurión, y para Brasil convirtieron Luvanor, Mirandinha y Ronaldo Marques Sereno.
| # | Fecha              | País   | Ciudad  | Estadio        | Competición                                 | Local   | Bandera de Argentina | Resultado     | Bandera de Brasil | Goles (A)    | Goles (B)            | Instancia |
| - | ------------------ | ------ | ------- | -------------- | ------------------------------------------- | ------- | -------------------- | ------------- | ----------------- | ------------ | -------------------- | --------- |
| 1 | 9 de junio de 2000 | Italia | Salerno | Donato Vestuti | Torneo Salerno Follaro Sport (VII Edición)  | NEUTRAL | Argentina            | 1–1 (1-4) (*) | Brasil            | Carlos Tévez | Ferraz Das Neves     | Final     |
| 2 | 1 de junio de 2001 | Italia | Salerno | Donato Vestuti | Torneo Salerno Follaro Sport (VIII Edición) | NEUTRAL | Argentina            | 0–2           | Brasil            |              | Luiz Carlos, Da Lima |           |

(*) En la definición por penales para Argentina anotó Hugo Colace y no lo hicieron Marcos Aguirre y Diego Ludueña; y para Brasil convirtieron Diego, Pires, Anderson y Ricardo.
| # | Fecha              | País      | Ciudad          | Estadio           | Competición            | Local   | Bandera de Argentina | Resultado  | Bandera de Brasil | Goles (A) | Goles (B)                                     | Instancia |
| - | ------------------ | --------- | --------------- | ----------------- | ---------------------- | ------- | -------------------- | ---------- | ----------------- | --------- | --------------------------------------------- | --------- |
| 1 | 3 de junio de 2012 | Sudáfrica | Ciudad del Cabo | Cape Town Stadium | Copa 8 Naciones Sub-20 | NEUTRAL | Argentina            | 0–2 (t.s.) | Brasil            |           | Ademilson (106), João Felipe Schmidt (p. 116) | Final     |

| # | Fecha               | País      | Ciudad              | Estadio                   | Competición                                 | Local | Bandera de Argentina | Resultado | Bandera de Brasil | Goles (A) | Goles (B)         | Instancia |
| - | ------------------- | --------- | ------------------- | ------------------------- | ------------------------------------------- | ----- | -------------------- | --------- | ----------------- | --------- | ----------------- | --------- |
| 1 | 30 de junio de 2012 | Argentina | Resistencia (Chaco) | Centenario de Resistencia | Cuadrangular Internacional de Fútbol Sub-20 | ARG   | Argentina            | 0–1       | Brasil            |           | Rodrigo Caio (67) | Final     |

| # | Fecha                | País   | Ciudad   | Estadio                            | Competición                   | Local   | Bandera de Argentina | Resultado | Bandera de Brasil | Goles (A) | Goles (B)             | Instancia   |
| - | -------------------- | ------ | -------- | ---------------------------------- | ----------------------------- | ------- | -------------------- | --------- | ----------------- | --------- | --------------------- | ----------- |
| 1 | 18 de agosto de 2014 | España | Valencia | Municipal "Els Arcs" de La Alcudia | L'Alcudia 2014 (31.ª Edición) | NEUTRAL | Argentina            | 1–2       | Brasil            | Di F (35) | Igor (3), Danilo (68) | Semifinales |

## Títulos oficiales a nivel de selecciones

### Selecciones absolutas
| Competiciones                    | Brasil | Argentina |
| -------------------------------- | ------ | --------- |
| Copa Mundial de Fútbol           | 5      | 3         |
| Copa de las Confederaciones FIFA | 4      | 1         |
| Copa de Campeones Conmebol-UEFA  | 0      | 2         |
| Copa América                     | 9      | 16        |
| Campeonato Panamericano          | 2      | 1         |
| Total General                    | 20     | 23        |

### Campeonatos oficiales de las selecciones absolutas obtenidos por décadas
La siguiente tabla incluye títulos oficiales obtenidos por las selecciones absolutas de Argentina y de Brasil de índole mundial (Copa Mundial y Copa Confederaciones), intercontinental (Copa Artemio Franchi o Finalísima) y continental (Copa América y Campeonato Panamericano de fútbol).
| Décadas         | Títulos ganados por Argentina | Títulos ganados por Brasil |
| --------------- | ----------------------------- | -------------------------- |
| 1910-1919       | 0                             | 1                          |
| 1920-1929       | 4                             | 1                          |
| 1930-1939       | 1                             | 0                          |
| 1940-1949       | 4                             | 1                          |
| 1950-1959       | 3                             | 3                          |
| 1960-1969       | 1                             | 1                          |
| 1970-1979       | 1                             | 1                          |
| 1980-1989       | 1                             | 1                          |
| 1990-1999       | 4                             | 4                          |
| 2000-2009       | 0                             | 5                          |
| 2010-2019       | 0                             | 2                          |
| 2020-actualidad | 4                             | 0                          |

### Cronología de los campeonatos oficiales de ambas Selecciones absolutas
| Campeón   | Torneo                          | Año  | N.º |
| --------- | ------------------------------- | ---- | --- |
| Brasil    | Copa América                    | 1919 | 1º  |
| Argentina | Copa América                    | 1921 | 1º  |
| Brasil    | Copa América                    | 1922 | 2º  |
| Argentina | Copa América                    | 1925 | 2º  |
| Argentina | Copa América                    | 1927 | 3º  |
| Argentina | Copa América                    | 1929 | 4º  |
| Argentina | Copa América                    | 1937 | 5º  |
| Argentina | Copa América                    | 1941 | 6º  |
| Argentina | Copa América                    | 1945 | 7º  |
| Argentina | Copa América                    | 1946 | 8º  |
| Argentina | Copa América                    | 1947 | 9º  |
| Brasil    | Copa América                    | 1949 | 3º  |
| Brasil    | Campeonato Panamericano         | 1952 | 4º  |
| Argentina | Copa América                    | 1955 | 10º |
| Brasil    | Campeonato Panamericano         | 1956 | 5º  |
| Argentina | Copa América                    | 1957 | 11º |
| Brasil    | Copa del Mundo                  | 1958 | 6º  |
| Argentina | Copa América                    | 1959 | 12º |
| Argentina | Campeonato Panamericano         | 1960 | 13º |
| Brasil    | Copa del Mundo                  | 1962 | 7º  |
| Brasil    | Copa del Mundo                  | 1970 | 8º  |
| Argentina | Copa del Mundo                  | 1978 | 14º |
| Argentina | Copa del Mundo                  | 1986 | 15º |
| Brasil    | Copa América                    | 1989 | 9º  |
| Argentina | Copa América                    | 1991 | 16º |
| Argentina | Copa Confederaciones            | 1992 | 17º |
| Argentina | Copa de Campeones Conmebol-UEFA | 1993 | 18º |
| Argentina | Copa América                    | 1993 | 19º |
| Brasil    | Copa del Mundo                  | 1994 | 10º |
| Brasil    | Copa América                    | 1997 | 11º |
| Brasil    | Copa Confederaciones            | 1997 | 12º |
| Brasil    | Copa América                    | 1999 | 13º |
| Brasil    | Copa del Mundo                  | 2002 | 14º |
| Brasil    | Copa América                    | 2004 | 15º |
| Brasil    | Copa Confederaciones            | 2005 | 16º |
| Brasil    | Copa América                    | 2007 | 17º |
| Brasil    | Copa Confederaciones            | 2009 | 18º |
| Brasil    | Copa Confederaciones            | 2013 | 19º |
| Brasil    | Copa América                    | 2019 | 20º |
| Argentina | Copa América                    | 2021 | 20º |
| Argentina | Copa de Campeones Conmebol-UEFA | 2022 | 21º |
| Argentina | Copa del Mundo                  | 2022 | 22º |
| Argentina | Copa América                    | 2024 | 23º |

### Selecciones juveniles
| Competición                            | Argentina | Brasil |
| -------------------------------------- | --------- | ------ |
| Medallas de Oro Olímpicas              | 2         | 2      |
| Torneo Preolímpico Sudamericano Sub-23 | 5         | 7      |
| Medallas de Oro Panamericanas          | 7         | 5      |
| Copa Mundial de Fútbol Sub-20          | 6         | 5      |
| Copa Mundial de Fútbol Sub-17          | 0         | 4      |
| Campeonato Sudamericano Sub-20         | 5         | 13     |
| Campeonato Sudamericano Sub-17         | 4         | 14     |
| Campeonato Sudamericano Sub-15         | 1         | 5      |
| Juegos Suramericanos                   | 2         | 0      |
| Totales                                | 32        | 55     |

1. ↑  Incluye al desaparecido Campeonato Sudamericano Sub-16.

### Finales entre Selecciones Juveniles
| Campeones        | Resultados     | Subcampeones     | Torneos                                          |
| ---------------- | -------------- | ---------------- | ------------------------------------------------ |
| Brasil sub-20    | 1–0            | Argentina sub-20 | Copa Mundial de Fútbol Juvenil de 1983           |
| Argentina sub-20 | 2–0            | Brasil sub-20    | Copa Mundial de Fútbol Juvenil de 1995           |
| Argentina sub-20 | 1–0            | Brasil sub-20    | Juegos Panamericanos de 2003                     |
| Brasil sub-15    | 6–2            | Argentina sub-15 | Campeonato Sudamericano de Fútbol Sub-15 de 2005 |
| Brasil sub-17    | 2–2 (6–5 pen.) | Argentina sub-17 | Campeonato Sudamericano de Fútbol Sub-17 de 2009 |
| Argentina sub-15 | 3–2            | Brasil sub-15    | Campeonato Sudamericano de Fútbol Sub-15 de 2017 |
| Brasil sub-15    | 1–1 (5–3 pen.) | Argentina sub-15 | Campeonato Sudamericano de Fútbol Sub-15 de 2019 |

| Argentina | Finales entre Selecciones Juveniles | Brasil |
| --------- | ----------------------------------- | ------ |
| 3         | Finales ganadas                     | 4      |
| 3         | Totales                             | 4      |

### Ranking de títulos oficiales
| Competiciones                              | Argentina | Argentina     | Argentina      | Brasil  | Brasil        | Brasil         |
| Competiciones                              | Títulos   | Rank. Mundial | Rank. Conmebol | Títulos | Rank. Mundial | Rank. Conmebol |
| ------------------------------------------ | --------- | ------------- | -------------- | ------- | ------------- | -------------- |
| Títulos de Selecciones absolutas           | 23        | 1º            | 1º             | 20      | 2º            | 2º             |
| Títulos de Selecciones (FIFA-Conmebol)     | 41        | 2º            | 2º             | 61      | 1º            | 1º             |
| Títulos de Selecciones (FIFA-Conmebol-COI) | 55        | 2º            | 2º             | 72      | 1º            | 1º             |
| Títulos Mundiales                          | 11        | 2º            | 2º             | 16      | 1º            | 1º             |
| Títulos Continentales                      | 26        | 3º            | 2º             | 39      | 1º            | 1º             |
| Títulos Interconfederativos                | 4         | 2º            | 2º             | 6       | 1º            | 1º             |

## Enfrentamientos entre selecciones mayores femeninas

### Historial de encuentros de selecciones mayores
| Competición                         | P.J. | Ganó | P.E. | Ganó | Goles | Goles |
| ----------------------------------- | ---- | ---- | ---- | ---- | ----- | ----- |
| Copa América Femenina               | 11   | 2    | 0    | 9    | 9     | 40    |
| Juegos Panamericanos                | 2    | 0    | 0    | 2    | 1     | 4     |
| Juegos Suramericanos                | 1    | 0    | 1    | 0    | 0     | 0     |
| Copa de Oro Femenina de la CONCACAF | 1    | 0    | 0    | 1    | 1     | 5     |
| Subtotal partidos oficiales         | 15   | 2    | 1    | 12   | 11    | 49    |
| Amistosos                           | 6    | 0    | 0    | 6    | 4     | 24    |
| Total                               | 21   | 2    | 1    | 18   | 15    | 73    |

### Reconocidos por FIFA
| #  | Fecha                    | País                 | Ciudad         | Estadio                                      | Competición                               | Local   | Bandera de Argentina | Resultado | Bandera de Brasil | Goles (A)                   | Goles (B)                                                                                                 | Instancia                       |
| -- | ------------------------ | -------------------- | -------------- | -------------------------------------------- | ----------------------------------------- | ------- | -------------------- | --------- | ----------------- | --------------------------- | --- | ------------------------------- |
| 1  | 14 de junio de 1995      | Brasil               | Uberlândia     | Parque do Sabiá                              | Campeonato Sudamericano 1995              | BRA     | Argentina            | 0–8       | Brasil            |                             | Sissi (x4), Roseli, Pretinha (x2), Elane                                                                  | Liguilla (Partido 4)            |
| 2  | 22 de junio de 1995      | Brasil               | Uberlândia     | Parque do Sabiá                              | Campeonato Sudamericano 1995              | BRA     | Argentina            | 0–2       | Brasil            |                             | Michael Jackson (4), Roseli (50)                                                                          | Final                           |
| 3  | 11 de abril de 1995      | Brasil               | Uberlândia     | Parque do Sabiá                              | Torneio Cidade de Uberlândia Amistoso     | BRA     | Argentina            | 1–4       | Brasil            | Elane (e/c)                 | Sissi (x2), Elane, Cenira                                                                                 | Liguilla (Partido 2)            |
| 4  | 15 de marzo de 1998      | Argentina            | Mar del Plata  | José María Minella                           | Campeonato Sudamericano 1998              | ARG     | Argentina            | 1–7       | Brasil            | Gerez                       | Roselli (x3), Formiga, Pretinha, Cidinha, Sissi.                                                          | Final                           |
| 5  | 23 de abril de 2003      | Perú                 | Lima           | Monumental                                   | Campeonato Sudamericano 2003              | NEUTRAL | Argentina            | 2–3       | Brasil            | Gatti (49), Almeida (71)    | Kátia (1), Pretinha (7), Rosana (54)                                                                      | Liguilla Fase Final (Partido 1) |
| 6  | 11 de agosto de 2003     | República Dominicana | Santo Domingo  | Estadio Olímpico Juan Pablo Duarte           | Juegos Panamericanos 2003                 | NEUTRAL | Argentina            | 1–2       | Brasil            | Almeida (80)                | Marta (26, 62)                                                                                            | Semifinal                       |
| 7  | 26 de noviembre de 2006  | Argentina            | Mar del Plata  | José María Minella                           | Campeonato Sudamericano 2006              | ARG     | Argentina            | 2–0       | Brasil            | González (66), Potassa (68) | | Liguilla Fase Final (Partido 3) |
| 8  | 17 de noviembre de 2010  | Ecuador              | Latacunga      | Estadio La Cocha                             | Campeonato Sudamericano 2010              | NEUTRAL | Argentina            | 0–4       | Brasil            |                             | Grazielle (24), Rosana (36), Marta (60), Cristiane (70)                                                   | Liguilla Fase Final (Partido 1) |
| 9  | 18 de octubre de 2011    | México               | Guadalajara    | Omnilife                                     | Juegos Panamericanos 2011                 | NEUTRAL | Argentina            | 0–2       | Brasil            |                             | Thaisinha (27), Daniele Batista (37)                                                                      | Liguilla (Partido 1)            |
| 10 | 14 de marzo de 2014      | Chile                | Santiago       | Estadio Bicentenario Municipal de La Florida | Juegos Suramericanos 2014                 | NEUTRAL | Argentina            | 0–0 (5-4) | Brasil            |                             | | Semifinal                       |
| 11 | 20 de septiembre de 2014 | Ecuador              | Azogues        | Estadio Jorge Andrade Cantos                 | Campeonato Sudamericano 2014              | NEUTRAL | Argentina            | 2–0       | Brasil            | Cometti (23), Banini (73)   | | Liguilla (Partido 4)            |
| 12 | 26 de septiembre de 2014 | Ecuador              | Sangolqui      | Estadio Rumiñahui                            | Campeonato Sudamericano 2014              | NEUTRAL | Argentina            | 0–6       | Brasil            |                             | Cristiane (32), Andressa Alves (36), Maurine (58), Tayla (66), Tamires Cássia (71), Raquel Fernandes (84) | Liguilla Fase Final (Partido 2) |
| 13 | 10 de diciembre de 2014  | Brasil               | Brasilia       | Mané Garrincha                               | Torneio Internacional de Futebol Feminino | BRA     | Argentina            | 0–4       | Brasil            |                             | Debinha (14), Formiga (41, 82), Raquel Fernandes (78)                                                     | Liguilla (Partido 1)            |
| 14 | 5 de abril de 2018       | Chile                | Coquimbo       | Estadio Francisco Sánchez Rumoroso           | Copa América 2018                         | NEUTRAL | Argentina            | 1–3       | Brasil            | Banini (54)                 | Bia Zaneratto (17), Cristiane (57), Debinha (90)                                                          | Liguilla (Partido 1)            |
| 15 | 19 de abril de 2018      | Chile                | La Serena      | Estadio La Portada                           | Copa América 2018                         | NEUTRAL | Argentina            | 0–3       | Brasil            |                             | Cristiane (47), Thaisa (52), Debinha (78)                                                                 | Liguilla Fase Final (Partido 2) |
| 16 | 29 de agosto de 2019     | Brasil               | São Paulo      | Pacaembú                                     | Torneio Internacional de Futebol Feminino | BRA     | Argentina            | 0–5       | Brasil            |                             | Ludmila (18), Formiga (34), Debinha (36), Erika (59), Juncos (83) (e/c)                                   | Semifinal                       |
| 17 | 18 de febrero de 2021    | Estados Unidos       | Orlando        | Exploria Stadium                             | Copa SheBelieves                          | NEUTRAL | Argentina            | 1–4       | Brasil            | Larroquette (60)            | Marta (p.30), Debinha (47), Adriana (54), Geyse (84)                                                      | Liguilla (Partido 1)            |
| 18 | 17 de septiembre de 2021 | Brasil               | Campina Grande | Estadio Governador Ernani Sátyro             | Amistoso                                  | BRA     | Argentina            | 1–3       | Brasil            | Bonsegundo (72)             | Debiinha (38), Nycole (48), Angelina (59)                                                                 | Partido Único                   |
| 19 | 20 de septiembre de 2021 | Brasil               | João Pessoa    | Estadio José Américo de Almeida Filho        | Amistoso                                  | BRA     | Argentina            | 1–4       | Brasil            | Larroquette                 | Kerolin, Marta, Debinha, Yasmin                                                                           | Partido Único                   |
| 20 | 9 de julio de 2022       | Colombia             | Armenia        | Centenario                                   | Copa América 2022                         | NEUTRAL | Argentina            | 0–4       | Brasil            |                             | Adriana (28, 58), Bia Zaneratto(p.36), Debinha (87)                                                       | Liguilla (Partido 1)            |
| 19 | 3 de marzo de 2024       | Estados Unidos       | Los Ángeles    | BMO Stadium                                  | Copa Oro de la Concacaf de 2024           | NEUTRAL | Argentina            | 1–5       | Brasil            | Dos Santos (82)             | Vitória (19), Yasmim (36), Bia Zaneratto (54, 90+5), Gabi Nunes (62)                                      | Cuartos de Final                |

## Eliminaciones directas entre Argentina y Brasil por torneos oficiales de selecciones absolutas
A continuación, se listan las eliminaciones directas de ambas selecciones absolutas en toda la historia, ya sean pertenecientes a torneos de FIFA o CONMEBOL en donde uno de los dos eliminó al otro o le ganó una final:
1) Campeonato Sudamericano Femenino de 1995 (Final): Argentina 0 - Brasil 2. Gana Brasil y obtiene el campeonato.
2) Campeonato Sudamericano Femenino de 1998 (Final): Argentina 1 - Brasil 7. Gana Brasil y obtiene el campeonato.
3) Juegos Panamericanos 2003 (Semifinal): Argentina 1 - Brasil 2. Avanza Brasil.
4) Juegos Suramericanos de 2014 (Semifinal): Argentina 0 (5) - Brasil 0 (4). Avanza Argentina.
5) Copa Oro Femenina de la Concacaf de 2024 (Cuartos de Final): Argentina 1 - Brasil 5. Avanza Brasil.

### Finales que definieron un título
| Temporada                                     | Campeón                                       | Resultado                                     | Subcampeón                                    | Sede Final                          |
| Campeonato Sudamericano Femenino/Copa América | Campeonato Sudamericano Femenino/Copa América | Campeonato Sudamericano Femenino/Copa América | Campeonato Sudamericano Femenino/Copa América |                                     |
| --------------------------------------------- | --------------------------------------------- | --------------------------------------------- | --------------------------------------------- | ----------------------------------- |
| 1995                                          | Brasil                                        | 2 - 0                                         | Argentina                                     | Estadio Parque do Sabiá, Uberlândia |
| 1998                                          | Brasil                                        | 7 - 1                                         | Argentina                                     | Estadio Parque do Sabiá, Uberlândia |

## Máximas goleadas
A continuación se listan las máximas goleadas teniendo en cuenta solo los encuentros en que un equipo ha convertido al menos 5 goles:
| Local     | Resultado | Visitante | Competición                           | Estadio            | Goles                                                                        |
| --------- | --------- | --------- | ------------------------------------- | ------------------ | ---------------------------------------------------------------------------- |
| Brasil    | 8-0       | Argentina | Campeonato Sudamericano Femenino 1995 | Parque do Sabiá    | Sissi (4), Roseli, Pretinha (2), Elane.                                      |
| Argentina | 1-7       | Brasil    | Campeonato Sudamericano Femenino 1998 | José María Minella | Gerez Roseli, Formiga, Pretinha, Cidinha, Sissi.                             |
| Brasil    | 6-0       | Argentina | Copa América Femenina 2014            | Rumiñahui          | Cristiane, Andressa Alves, Maurine, Tayla, Tamires Cássia, Raquel Fernandes. |

## Tabla histórica de goleadoras
Debinha es la máxima goleadora de los enfrentamientos entre brasileñas y argentinas, seguido por su compatriota Sissi, Roseli y Marta con 7 y 5 tantos, respectivamente. Además son las únicas jugadoras en sobrepasar la barrera de los cinco goles en la historia de dichos encuentros.
En cuanto a las jugadoras con mejor promedio anotador, es Sissi quien arroja mejores datos con una media de 1,75 goles por partido, seguida del 1,25 de Roseli.
A continuación se resumen los máximas anotadoras en la historia de este clásico, desglosando los goles en partidos de distintas competencias.
Nota: En negrita jugadores en activo. En caso de empate indicado en primer lugar el de mejor promedio goleador.
| #  | Jugador             | Amistosos | Amistosos | Copa América | Copa América | Panamericanos | Panamericanos | Suramericanos | Suramericanos | Copa de Oro | Copa de Oro | Total | Total | Total |
| #  | Jugador             | P.J.      | G.        | P.J.         | G.           | P.J.          | G.            | P.J.          | G.            | P.J.        | G.          | P. G. | G.    | P. G. |
| -- | ------------------- | --------- | --------- | ------------ | ------------ | ------------- | ------------- | ------------- | ------------- | ----------- | ----------- | ----- | ----- | ----- |
| 1  | Debinha             | 4         | 4         | 4            | 4            | 1             | 0             | —             | —             | —           | —           | 9     | 8     | 0.89  |
| 2  | Sissi               | 1         | 2         | 3            | 5            | —             | —             | —             | —             | —           | —           | 4     | 7     | 1.75  |
| 3  | Roseli              | 1         | 0         | 3            | 5            | —             | —             | —             | —             | —           | —           | 4     | 5     | 1.25  |
| =  | Marta               | 3         | 2         | 3            | 1            | 1             | 2             | —             | —             | —           | —           | 7     | 5     | 0.71  |
| 5  | Pretinha            | 1         | 0         | 4            | 4            | —             | —             | —             | —             | —           | —           | 5     | 4     | 0.80  |
| =  | Bia Zaneratto       | 3         | 0         | 3            | 2            | —             | —             | —             | —             | 1           | 2           | 7     | 4     | 0.57  |
| =  | Cristiane           | 1         | 0         | 3            | 4            | 3             | 0             | 1             | 0             | —           | —           | 8     | 4     | 0.50  |
| =  | Formiga             | 2         | 3         | 6            | 1            | 2             | 0             | 1             | 0             | —           | —           | 11    | 4     | 0.36  |
| 9  | Adriana             | 1         | 1         | 1            | 2            | —             | —             | —             | —             | 1           | 0           | 2     | 3     | 1.00  |
| 10 | Yasmim              | 1         | 1         | —            | —            | —             | —             | —             | —             | 1           | 1           | 2     | 2     | 1.00  |
| =  | Elane               | 1         | 1         | 2            | 1            | —             | —             | —             | —             | —           | —           | 3     | 2     | 0.67  |
| =  | Raquel Fernandes    | 1         | 1         | 2            | 1            | —             | —             | —             | —             | —           | —           | 3     | 2     | 0.67  |
| =  | Analía Almeida      | —         | —         | 2            | 1            | 2             | 1             | —             | —             | —           | —           | 4     | 2     | 0.50  |
| =  | Rosana              | 1         | 0         | 3            | 2            | 2             | 0             | —             | —             | —           | —           | 6     | 2     | 0.33  |
| =  | Estefania Banini    | —         | —         | 5            | 2            | —             | —             | 1             | 0             | —           | —           | 6     | 2     | 0.33  |
| =  | Mariana Larroquette | 3         | 2         | 5            | 0            | —             | —             | 1             | 0             | 1           | 0           | 10    | 2     | 0.20  |

## Jugadoras con mayor cantidad de encuentros disputados
Formiga, Agustina Barroso y Aldana Cometti son las jugadoras que más encuentros han disputado de la rivalidad con 11, seguido por Tamires Cássia y Mariana Larroquette; ambas con 10.
A continuación se listan las jugadoras que más veces han jugado el Superclásico a lo largo de la historia de estos encuentros. En caso de empate indicado en primer lugar la jugadora que antes alcanzase la cifra.
Nota: En negrita jugadoras en activo.
| #  | Jugador              | Amistosos | Copa América | Panamericanos | Suramericanos | Copa Oro | Total |
| -- | -------------------- | --------- | ------------ | ------------- | ------------- | -------- | ----- |
| 1  | Formiga              | 2         | 6            | 2             | 1             | —        | 11    |
| =  | Agustina Barroso     | 4         | 5            | 1             | 1             | —        | 11    |
| =  | Aldana Cometti       | 4         | 5            | —             | 1             | 1        | 11    |
| 4  | Tamires Cássia       | 5         | 4            | —             | 1             | —        | 10    |
| =  | Mariana Larroquette  | 3         | 5            | —             | 1             | 1        | 10    |
| 6  | Debinha              | 4         | 4            | 1             | —             | —        | 9     |
| =  | Florencia Bonsegundo | 3         | 5            | —             | 1             | —        | 9     |
| 8  | Cristiane            | 1         | 3            | 3             | 1             | —        | 8     |
| =  | Vanesa Santana       | 2         | 5            | —             | 1             | —        | 8     |
| 10 | Marta                | 3         | 3            | 1             | —             | —        | 7     |
| =  | Vanina Correa        | 2         | 4            | 1             | —             | —        | 7     |
| =  | Eliana Stabile       | 3         | 3            | —             | —             | 1        | 7     |

## Títulos a nivel de clubes
A nivel de clubes, los equipos argentinos y brasileños han tenido a lo largo de la historia, un protagonismo internacional importante. Tan es así, que los conjuntos de argentinos han sido los que más títulos internacionales oficiales han acumulado en América al día de hoy y son los equipos argentinos los más laureados en el mundo entero sumando el total de sus títulos internacionales oficiales. 

### Tabla comparativa de títulos entre clubes argentinos y brasileños
| Competición                                   | Equipos de Argentina | Equipos de Brasil |
| --------------------------------------------- | -------------------- | ----------------- |
| Copa Intercontinental (d)                     | 9                    | 6                 |
| Copa Mundial de Clubes                        | 0                    | 4                 |
| Supercopa de Campeones Intercontinentales (d) | 0                    | 1                 |
| Copa Libertadores                             | 25                   | 24                |
| Copa Sudamericana                             | 10                   | 5                 |
| Copa Suruga Bank                              | 3                    | 2                 |
| Copa Conmebol (d)                             | 3                    | 5                 |
| Copa Mercosur (d)                             | 1                    | 3                 |
| Supercopa Sudamericana (d)                    | 6                    | 3                 |
| Recopa Sudamericana                           | 11                   | 13                |
| Copa Interamericana (d)                       | 7                    | 0                 |
| Copa de Oro Nicolás Leoz (d)                  | 1                    | 2                 |
| Copa Master de Supercopa (d)                  | 1                    | 1                 |
| Copa Master de Conmebol (d)                   | 0                    | 1                 |
| Campeonato Sudamericano de Campeones (d)      | 0                    | 1                 |
| Totales                                       | 77                   | 71                |

- Nota: (d) = Competición desaparecida.
- En negrita competiciones activas.

### Finales que definieron un título
| Temporada                                      | Campeón                                        | Resultado                                      | Subcampeón                                     | Sede Final                                                                                                   |
| Copa de Campeones de América/Copa Libertadores | Copa de Campeones de América/Copa Libertadores | Copa de Campeones de América/Copa Libertadores | Copa de Campeones de América/Copa Libertadores | |
| ---------------------------------------------- | ---------------------------------------------- | ---------------------------------------------- | ---------------------------------------------- | --- |
| 1963                                           | Santos                                         | 3 - 2 2 - 1                                    | Boca Juniors                                   | Estadio Maracanã, Río de Janeiro/ Estadio Alberto J. Armando, Buenos Aires                                   |
| 1968                                           | Estudiantes de La Plata                        | 2 - 1 1 - 3 2 - 0                              | Palmeiras                                      | Estadio Jorge Luis Hirschi, La Plata/ Estadio Pacaembú, São Paulo/ Estadio Centenario, Montevideo            |
| 1974                                           | Independiente                                  | 1 - 2 2 - 0 1 - 0                              | São Paulo                                      | Estadio Pacaembú, São Paulo/ Estadio La Doble Visera, Avellaneda/ Estadio Nacional, Santiago                 |
| 1976                                           | Cruzeiro                                       | 4 - 1 1 - 2 3 - 2                              | River Plate                                    | Estadio Mineirão, Belo Horizonte/ Estadio Antonio Vespucio Liberti, Buenos Aires/ Estadio Nacional, Santiago |
| 1977                                           | Boca Juniors                                   | 1 - 0 0 - 1 0 - 0 (5) - (4)                    | Cruzeiro                                       | Estadio Alberto J. Armando, Buenos Aires/ Estadio Mineirão, Belo Horizonte/ Estadio Nacional, Santiago       |
| 1984                                           | Independiente                                  | 1 - 0 0 - 0                                    | Grêmio                                         | Estadio Olímpico Monumental, Porto Alegre/ Estadio La Doble Visera, Avellaneda                               |
| 1992                                           | São Paulo                                      | 0 - 1 1 - 0 (3) - (2)                          | Newell's Old Boys                              | Estadio Gigante de Arroyito, Rosario/ Estadio Morumbí, São Paulo                                             |
| 1994                                           | Vélez Sarsfield                                | 1 - 0 0 - 1 (5) - (3)                          | São Paulo                                      | Estadio José Amalfitani, Buenos Aires/Estadio Morumbí, São Paulo                                             |
| 2000                                           | Boca Juniors                                   | 2 - 2 0 - 0 (4) - (2)                          | Palmeiras                                      | Estadio Alberto J. Armando, Buenos Aires/Estadio Morumbí, São Paulo                                          |
| 2003                                           | Boca Juniors                                   | 2 - 0 3 - 1                                    | Santos                                         | Estadio Alberto J. Armando, Buenos Aires/Estadio Morumbí, São Paulo                                          |
| 2007                                           | Boca Juniors                                   | 3 - 0 2 - 0                                    | Grêmio                                         | Estadio Alberto J. Armando, Buenos Aires/Estadio Olímpico Monumental, Porto Alegre                           |
| 2009                                           | Estudiantes de La Plata                        | 0 - 0 2 - 1                                    | Cruzeiro                                       | Estadio Ciudad de La Plata, La Plata/Estadio Mineirão, Belo Horizonte                                        |
| 2012                                           | Corinthians                                    | 1 - 1 2 - 0                                    | Boca Juniors                                   | Estadio Alberto J. Armando, Buenos Aires/Estadio Pacaembú, São Paulo                                         |
| 2017                                           | Grêmio                                         | 1 - 0 2 - 1                                    | Lanús                                          | Arena do Grêmio, Porto Alegre/Estadio Ciudad de Lanús, Lanús                                                 |
| 2019                                           | Flamengo                                       | 2 - 1                                          | River Plate                                    | Estadio Monumental, Lima                                                                                     |
| 2023                                           | Fluminense                                     | 2 - 1                                          | Boca Juniors                                   | Estadio Maracaná, Río de Janeiro                                                                             |
| Supercopa Sudamericana                         |                                                |                                                |                                                | |
| 1988                                           | Racing Club                                    | 2 - 1 1 - 1                                    | Cruzeiro                                       | Estadio Presidente Perón, Avellaneda/ Estadio Mineirão, Belo Horizonte                                       |
| 1991                                           | Cruzeiro                                       | 0 - 2 3 - 0                                    | River Plate                                    | Estadio Antonio Vespucio Liberti, Buenos Aires/ Estadio Mineirão, Belo Horizonte                             |
| 1992                                           | Cruzeiro                                       | 4 - 0 0 - 1                                    | Racing Club                                    | Estadio Mineirão, Belo Horizonte/ Estadio Presidente Perón, Avellaneda                                       |
| 1995                                           | Independiente                                  | 2 - 0 0 - 1                                    | Flamengo                                       | Estadio La Doble Visera, Avellaneda/ Estadio Maracanã, Río de Janeiro                                        |
| 1996                                           | Vélez Sarsfield                                | 1 - 0 2 - 0                                    | Cruzeiro                                       | Estadio Mineirão, Belo Horizonte/ Estadio José Amalfitani, Buenos Aires                                      |
| 1997                                           | River Plate                                    | 0 - 0 2 - 1                                    | São Paulo                                      | Estadio Morumbí, São Paulo/ Estadio Antonio Vespucio Liberti, Buenos Aires                                   |
| Copa Master de Supercopa                       |                                                |                                                |                                                | |
| 1992                                           | Boca Juniors                                   | 2 - 1                                          | Cruzeiro                                       | Estadio José Amalfitani, Buenos Aires                                                                        |
| Copa de Oro Nicolás Leoz                       |                                                |                                                |                                                | |
| 1993                                           | Boca Juniors                                   | 0 - 0 1 - 0                                    | Atlético Mineiro                               | Estadio Mineirão, Belo Horizonte/ Estadio Alberto J. Armando, Buenos Aires                                   |
| Copa Conmebol                                  |                                                |                                                |                                                | |
| 1995                                           | Rosario Central                                | 0 - 4 4 - 0 (4) - (3)                          | Atlético Mineiro                               | Estadio Mineirão, Belo Horizonte/ Estadio Gigante de Arroyito, Rosario                                       |
| 1997                                           | Atlético Mineiro                               | 4 - 1 1 - 1                                    | Lanús                                          | Estadio Ciudad de Lanús, Lanús/ Estadio Mineirão, Belo Horizonte                                             |
| 1998                                           | Santos                                         | 1 - 0 0 - 0                                    | Rosario Central                                | Estadio Urbano Caldeira, Santos/ Estadio Gigante de Arroyito, Rosario                                        |
| 1999                                           | Talleres                                       | 2 - 4 3 - 0                                    | CSA                                            | Estadio Rei Pelé, Maceió/ Estadio Mario Alberto Kempes, Córdoba                                              |
| Recopa Sudamericana                            |                                                |                                                |                                                | |
| 1996                                           | Grêmio                                         | 4 - 1                                          | Independiente                                  | Kobe Universiade Memorial Stadium, Kōbe                                                                      |
| 1998                                           | Cruzeiro                                       | 2 - 0 3 - 0                                    | River Plate                                    | Estadio Mineirão, Belo Horizonte/ Estadio Antonio Vespucio Liberti, Buenos Aires                             |
| 2006                                           | Boca Juniors                                   | 2 - 1 2 - 2                                    | São Paulo                                      | Estadio Alberto J. Armando, Buenos Aires/ Estadio Morumbí, São Paulo                                         |
| 2011                                           | Internacional                                  | 1 - 2 3 - 1                                    | Independiente                                  | Estadio Beira-Rio, Porto Alegre/ Estadio Libertadores de América, Avellaneda                                 |
| 2014                                           | Atlético Mineiro                               | 1 - 0 4 - 3                                    | Lanús                                          | Estadio Ciudad de Lanús, Lanús/ Estadio Mineirão, Belo Horizonte                                             |
| 2018                                           | Grêmio                                         | 1 - 1 0 - 0 (5) - (4)                          | Independiente                                  | Estadio Libertadores de América, Avellaneda/Arena do Grêmio, Porto Alegre                                    |
| 2019                                           | River Plate                                    | 0 - 1 3 - 0                                    | Athletico Paranaense                           | Estadio Joaquim Américo Guimarães, Curitiba/Estadio Antonio Vespucio Liberti, Buenos Aires                   |
| 2021                                           | Defensa y Justicia                             | 1 - 2 2 - 1 (4) - (3)                          | Palmeiras                                      | Estadio Norberto Tomaghello, Florencio Varela/Allianz Parque, San Pablo                                      |
| 2025                                           | Racing                                         | 2 - 0 2 - 0                                    | Botafogo                                       | Estadio Presidente Perón, Avellaneda/Estadio Nilton Santos, Río de Janeiro                                   |
| Copa Mercosur                                  |                                                |                                                |                                                | |
| 2001                                           | San Lorenzo                                    | 0 - 0 1 - 1 (4) - (3)                          | Flamengo                                       | Estadio Maracanã, Río de Janeiro/ Estadio Pedro Bidegain, Buenos Aires                                       |
| Copa Sudamericana                              |                                                |                                                |                                                | |
| 2008                                           | Internacional                                  | 1 - 0 1 - 1                                    | Estudiantes de La Plata                        | Estadio Ciudad de La Plata, La Plata/ Estadio Beira-Rio, Porto Alegre                                        |
| 2010                                           | Independiente                                  | 0 - 2 3 - 1 (5) - (3)                          | Goiás                                          | Estadio Serra Dourada, Goiânia/ Estadio Libertadores de América, Avellaneda                                  |
| 2012                                           | São Paulo                                      | 0 - 0 2 - 0                                    | Tigre                                          | Estadio Alberto J. Armando, Buenos Aires/ Estadio Morumbí, São Paulo                                         |
| 2013                                           | Lanús                                          | 1 - 1 2 - 0                                    | Ponte Preta                                    | Estadio Pacaembú, São Paulo/ Estadio Ciudad de Lanús, Lanús                                                  |
| 2017                                           | Independiente                                  | 2 - 1 1 - 1                                    | Flamengo                                       | Estadio Libertadores de América, Avellaneda/ Estadio Maracanã, Río de Janeiro                                |
| 2024                                           | Racing                                         | 3 - 1                                          | Cruzeiro                                       | Estadio General Pablo Rojas, Asunción                                                                        |

## Total de títulos

### Tablas comparativas
| Títulos                 | Brasil | Argentina |
| ----------------------- | ------ | --------- |
| Títulos por selecciones | 75     | 55        |
| Títulos por clubes      | 71     | 77        |
| Totales                 | 146    | 132       |